# 能登麻美子
能登 麻美子（のと まみこ、1980年2月6日 - ）は、日本の声優、歌手、ナレーター、女優。石川県金沢市出身。大沢事務所所属。既婚。

## 来歴

### 生い立ち
1980年生まれ。音楽プロデューサーの中田ヤスタカとは、同じ生年月日の同郷人である。また、「劇団、本谷有希子」を主宰する本谷有希子とは同郷の友人で、地元時代は同じ劇団に所属していたことがある。
幼い頃から小学校低学年までおままごとで母、学校ごっこで教師になるなど、年の離れた弟と、基地ごっこして役割を決めて遊んだり自分ではないものになることを楽しんでおり、ごっこ遊びが好きであった。しかし内向的な性格だったため、好きな遊びは空想だったかもしれないといい、ひとり遊びも全然苦にならない子供だった。
また、本を読むことも好きだったため、ごっこ遊びはその延長線上にある感じだったというが、アイドル、アニメなどのキャラクターなどに憧れて真似をするようなことはなかった。幼い頃好きだった本は絵本だったり、図書館にあるような児童書だったと語る。
両親も無理に活発な子にさせようとするようなこともなく、わりと自然体に育ててくれたという。

### 学生時代
小学6年生の時に地域密着型の児童劇団に関わっていた学校の教師に誘いを受けて入団し、約1年続けていた。児童劇団には全員で15名前後ぐらいいたが、下は小学4年生ぐらいからで、上は中学1年生ぐらいで児童劇団の中は楽しかったという。
そのときは「みんなの輪の中に入りたい」と思っていたが、中々入れない自分がおり、内向的だというのは自覚していた。ただし、「自分じゃない違う人になれば何でもできるんじゃないかな」とも思った。
当時は内向的な自分自身があまり好きではなかったが、児童劇団は、「それを何とかできたら」という手段の一つだったと思っていた。児童劇団では基本的な発声練習、滑舌の練習もあり、ちょっとした設定を決めたエチュードのようなものもあり、公演がある場合には台本読みもしていたが、ただ遊んでいる時もあった。ただのその遊びが結果的には芝居にきちんとつながっており、このことはシアターゲームのようなものであったかもしれないという。
1992年、金沢市立馬場小学校を卒業後、金沢市立小将町中学校に進学した。
中学校時代は演劇部で活動していた。ただ中学校・高校時代は迷走しており、自分で自分に折り合いが付かず自分以外の他者との折り合いもぎこちなく自分の居場所のようなものを探しており、児童劇団にいた頃は多少開放できたりしていたのかもしれないが、それ以降は、演技が自分から離れてしまっており、その時点での職業選択ということには結び付かなかったという。
中学生の時は友人は能登自身と似たタイプが多かったとし、決して友人の数は多くはないが、2009年時点でも繋がっている友人もいる。その頃は迷っていた時期で、その時に「どうしてこういういろんなことが難しいんだろう」、「とにかく生きて行くって、とても難しいことなんだな」と思っていたが特に人間関係、人との関わり方に悩んでおり、当時も自分自身のことを否定的にとらえていたため、「どうして私はいろんなことができないんだろう」、「どうしてみんなと楽しめないんだろう」、「どうして明るくなれないんだろう」と色々なことを悩んでおり、もっともっと限られた世界の中にいると感じていたんだ」と思い、家庭、仲間に守られているが「その世界が私の全てだったと思い込んでいたんだ」とし、閉塞感、逃げ場のなさで、一つの人間関係が壊れるのがとても怖いと感じていたという。そこにしがみついたり、折り合いがつかないことで頭をもたげていたり、悩み事などは自分で抱え、自分で自分をもてあましていたが友人にもあまり相談せず、逃げ場のようなものが必要なため、本を読んだり絵を見ていたという。また出かけられるのは限られた範囲だったが、できるだけ遠くにひとりで出かけたりしていた。あとは普通に友人と遊んだり、ひとりで空想していたりしていた。
1995年、私立女子高の北陸学院高等学校に進学。中学が共学であったことから全員女性という環境に興味があり、友人からは「女子高にするの!?」という反応があったが、能登は逆に抵抗はなかったという。高校の選択は単純明快で「今の学力で行けるところはどこだろう?」といった感じだった。
高校でも演劇部に入部していたが、上下関係の厳しさを痛感させられ、演劇熱も一時消えてしまった。進学していた頃は楽しんで活動していたが、1年が経つ頃からほとんど活動のない部活になってしまった。その時は能登と同学年の部員は5、6人はいたという。一応3年間は在籍していたが、先輩が恐かったという印象が強かったことからか演劇部で何かをしたというような実感がなく、発表会もあったと思うが記憶にない。一方で学園祭の時に、クラスの出し物とは別に、学年単位の出し物で芝居をしていたが、こちらはとても楽しく、印象に残っている。
高校ではさらに、仲が良かった友人から誘われ、元々花が好きで中学時代から習っていたことから、華道部にも入っていた。
高校2年生からは選択科目で数学を取り、乗り越えなければならない課題として勉強していた。
高校時代は演劇をしたいという気持ちやごっこ遊びも完全に終わっており、高校で進路を決めた時には、「私は看護士になってホスピスで働くか、小児科に行きたい」と考えていた。高校1年生の終わりには、看護士、保育士、福祉関係のいずれかの仕事をしたいと将来が明確になっていき、一番の希望は「命と向き合いたい」と思い、ホスピスで働くことを希望していた。一方で保育士になりたいと思ったきっかけは、高校の1回だけ保育士の手伝いができる授業がとても楽しく、その授業の後も学校の教師に頼み込み、毎週金曜日の放課後だけ手伝いさせてもらえるようにお願いした程だったという。その後通っていた高校は上に付属の短期大学の保育科があったため、「保育士さんでもいいな」と思い、看護学校を受験することと、エスカレーターでもいける付属短期大学の保育科かを決めている。
能登は保育士にも共通することだが、子供も生命エネルギーの塊で「大切なものに触れたかったのだ」と語り、人と接すること、自分との折り合いなどがうまくいかなかったが、保育園の手伝い、そこで子供たちと接する行為は、2009年時点も年寄りと子供には受けが良かったという。
高校3年生の秋ごろに、能登演劇堂で仲代達矢が主催する無名塾の舞台公演『いのちぼうにふろう物語』を観て急に「お芝居したい!」と考えるようになった。その舞台には、17歳であった能登が求めていた「ほんとう」があり、舞台上で登場人物が皆死んでしまうが、物語の中で、生きるということの幅の広さなどもとてつもない生のエネルギーの塊を感じていた。その時に「その世界で生きてみたい」という熱が強くなったという。そうしていたところ、心の中が芝居がしたい気持ちでいてもいられなくなってしまい、パンフレットの裏に無名塾の塾生募集記事を見つけた時は、もう「受けよう」と決めていた。その頃ちょうど仲代の妻宮崎恭子が死去していた時で、テレビのドキュメンタリー番組で取り上げられていた無名塾は毎年受験者が多く、1000人に1人しか合格しないというのを知った。もちろん「受ける!」と決めていたことから熱は冷めなかったという。
上京までには少し時間があったため、「それまでにも何とかしたい」と思い、金沢市民芸術村のコミュニティのワークショップに飛び込んでいた。思い立ったらすぐの速攻型であり、思い込むと潜在的には駆け込むタイプで根底では頑固な部分があるため、決めた以上、何も迷いもなかった。
その後金沢の劇団アンゲルスに参加、「お芝居がしたい。絶対にしたい」と一大決心した。
両親には「看護士をやめてやっぱりお芝居がしたい」と話していたが、「お前は馬鹿か!」と怒られ、結局色々話し合いをしていた中で、「学校なら東京に行ってもいい」ということになり、その時点で大学を受けられる時期ではなかったため、専門学校ということで折り合いをつけていたが、親としては「専門学校に行って卒業すればまた戻ってくるだろう」「そしてまた受けなおせばいい」、という思いだったようであった。能登としては上京させてくればこっちのもので「その代わり、出させてもらう以上は親には極力負担をかけたくないし、なるべく専門学校の期間は短い方がいい」と思ったため、その条件で学校を選ぶ。
その後、能登としては、「親が安心していられる期間の短い間に、お芝居につながることはできる限りのことは何でもしよう」と思って上京し専門学校に通うことになったが、周囲も当初は能登の両親同様に猛反対で、「受験勉強に疲れたからアホみたいなことを言ってるんだ」という感じであったというが、その後色々話し合い、約束をしつつ許可を出してくれた。最終的には母が背中を押してくれて、「とりあえず行かせてあげよう」ということになったが、友人からも、皆自分の進路のことで大変な時期であったことから「ものすごい進路転換だね」と驚かれてしまった。両親と勉強期間は20歳までという約束をしていたという。
こうして高校卒業後の1998年、代々木アニメーション学院に1年間通う。同期にはものまねタレントでお笑い芸人の山本高広や中村悠一らがいた。寮に入り、少し年上のお姉さんと一緒に相部屋生活をしていた。
学校の授業は1日3時間で「少な過ぎるなぁ」という感じで、上京してからも色々なことをしたくてしたくてたまらず、その欲求を満たすために毎日慌しく過ごしていたが、芝居を観に行ったり、安いワークショップを探したりしていたり、地元金沢で関わらせてもらった演劇関係の人物が東京でも活動していたため、その人物のところで勉強させてもらいに行ったりもしていた。学校で基礎練習をして、先生がくれた課題もしていたが、それだけでは全然足りない気持ちで、もっともっとと欲しており学校、ワークショップ、アルバイト、観劇、友人ととにかくずっと走り回っていた。
学校を卒業したら一番は無名塾に入ることであり、「ダメだったらどこの劇団に行こうかな?」と色々探していた時期だった。
その時、専門学校がスポンサードをしていたラジオ番組に、生徒である能登もアシスタントとして出演させてもらう機会があった。後に所属することになる大沢事務所の先輩だった岩田光央が出演しており、そこに出演したことがきっかけで同事務所から声をかけてもらって研究生として所属となる。このときも能登の中では無名塾、文学座、キャラメルボックスなどの「劇団へ入られたらいいな」と頭は劇団に向いていたが、話を頂いてから色々考え、結局は声をかけてくれたということで「頑張ってみようかな」と思ったのと、同事務所でも芝居をしている人物もおり、「またいろんな出会いがあるだろう」と思ってのことであった。両親の中では劇団というのが一番わけのわからない世界で、そこに娘が関わるのが不安だったようで、同事務所のように仕事をきちんとされているところで勉強させてくれることになったということは、少しは安心できたようであったという。

### キャリア
初仕事はCMナレーションで、当時は研究生後半頃からCMナレーションの仕事を少しずつさせてくれるようになった。ナレーションの仕事をもらうようになり、「言葉ってなんて魅力的なんだろう」と思うようになった。
その後は言葉を非常に意識し出し、事務所の先輩のナレーションなど色々と注意して聞くようになった。それまでナレーションというものをあまり意識して聞いていなかったが、注意して聞くようになり、真似などをしていたところ、「なんて凄いことなんだろう」と言葉の世界に興味がわいたという。
一方で「演技をしたい」という思いも当然あったため、少しずつアニメの仕事もくれるようになった。
研究生所属から1年後に、大沢事務所への正式所属が決まって仕事をもらい、その魅力に熱中していった。色々な人物とも出会いもあり、アニメにも出演するようになりという感じで、進んで来たという感じだという。
「できないこと、難しいことをとりあえずなんとかしなきゃ」と思い、目の前のことを全力で精一杯やるだけで、たとえば、画面を見ながら台本をめくり演技をするということも、とても大変だった。アフレコも難しく、できないことに集中してしまい、本来しなければならない声での演技に集中できない自分がいた。それができるようになるとまた別の課題が生まれてきて毎回壁にぶつかっての繰り返しだった。
初めの頃は、毎日不安で、毎日手探りで、毎日てんぱっており、それを克服するためにひたすら練習するしかなかったという。
声優を行い続けてその後の2007年4月から放送されたUHFアニメ『桃華月憚』では、第21話の脚本を担当した。
ヒロイン役で出演する『乃木坂春香の秘密』に本人役の人気声優としても登場。「春香と声やキャラが似ている」という感想を持たれ、CD発売イベントで春香と触れ合ったり「N's」として、職場の様子やサイン依頼を快諾するシーンが描かれている。アニメでも能登が演じた。
『花咲くいろは』では、舞台が石川県かつ自身が石川県出身ということもあり、作品中の能登弁（金沢弁）の方言監修も行っている。実際には両親らにも協力を仰いだとのことで、第7話のスタッフロールでは金沢弁監修として「能登家の人々」がクレジットされている。

### 現在まで
2018年9月14日、自身がパーソナリティーを務める『能登麻美子 おはなしNOTE』の中で、結婚と妊娠を報告した。結婚した際はそれを公表していなかったが、妊娠を機に公表した旨も語った。
テレビ出演もTOKYO MXの『5時に夢中!』に『地獄少女』の宣伝役として出演したことがあっても、声優は裏方という意識が強かったため公表の必要はないかなと思っていたが、前後の仕事の兼ね合いでオープンにしたほうが仕事がスムーズになると思い、公表することになったという。
その後出産し、短期間だが育休を取っている。出産後、自身の変化は多岐に渡ってあったが、一番大きかった変化は少しペースを落とすようになったという。育休期間はいろいろなことを考えており、特に育児と仕事のバランスは常に迷っており、たとえばその日「もう少し子どもと一緒にいる時間を長くしたほうがいいのかな」と考えたとしても、次の日現場に行くとやっぱりそこで自分がやりたいこと、現場に来られる喜びがあったという。このことは出産前でも感じてはいたが、出産後は仕事ができる喜びを実感することが格段に増えたとしている。
2024年3月、『機動戦士ガンダム 水星の魔女』のプロスペラ役で注目を集めたことから、第18回声優アワードにて助演声優賞を受賞した。

## 人物・特色
何でも両親に話すタイプではなく、両親が共働きということもあり、今で言う友達親子ではなかった。10代の頃も家族の大事さ、ありがたみを感じてはいたが、親のありがたみが分かったのは、親元を離れたからであったと語り、学生の頃は親に助けを求めるという感覚ではなかったという。
基本的には人がとても好きであるが、高校でも人付き合いは苦手で、逆に同世代の友人がなかなかできなかった。皆が「面白い」、「楽しい」など思っていることに興味を持てなく、色々なことが混乱しており「いや〜、どうするべ〜」と結構きつかった。流行には全くうとく話を合わせる程度には知っていたが、心が動くことではなかった。のちにその時は、「本当のこと」を言うことが、とても頭をもたげていたと語る。
学校の授業では好きな学科などは興味がある分野と興味のない分野がはっきりと分かれていた。好きだったのは国語、社会、図画工作、美術などの文科系、逆に数学、理科は嫌いで英語は未知という。
高校生の頃、読める読めないにかかわらずに興味あったのは、遠藤周作、大江健三郎、太宰治などの純文字で、大江の作品は途中で挫折したが興味はあった。他にライトノベル、コバルト文庫なども読んでいたが、読むのが早い方ではないため、数は読めていなかった。
漫画も好きで、3人姉弟で弟が2人いる影響もあり、少年漫画には多少詳しい。歳とともに漫画は読まなくなってきたが、小、中、高と、読んでいた。一方でアニメはあまり見ておらず、映画は好きだったが、テレビで見ていた感じだった。
趣味は華道。好物は中華料理と脂身。嫌いなものは柚子。好きな花は金木犀。好きな俳優に藤原竜也、大竹しのぶ、寺島しのぶを挙げている。プロ野球では広島東洋カープのファンである。
小説家では長野まゆみの本が好きで、他に画集や写真集、美術の教科書なども見るのが好きだった。一方、観るのが好きなだけで知識は全然無かった。
高校時代も「アルバイトをしたい」と思い、旅館に飛び込みで「雇ってもらえませんか」と電話して交渉し、雇ってくれたこともあったが、さらにWEBラジオ「鉄のラジオバレル」＃5によると、巫女のアルバイトもしたという。専門学校時代はドーナツ屋など接客系中心にアルバイトではかなり働いていた。大沢事務所の研修生時代には、風景写真家の助手、喫茶店のウエイトレス、仲居と、3つのアルバイトを掛け持ちしていた。
出産してから人としてとても涙もろくなり、よその子でも入学式や卒園式、街で元気に駆け回っているような姿を見かけるだけでも、目頭が熱くなる時があるという。
インターネット上では能登を賛美する「能登かわいいよ能登」というフレーズがある。元はファンではない者による褒め殺しだったが、そのうち肯定的な者たちが使う言葉として広まった。

### 声優
メディアでは多数のアニメやゲーム、洋画のアテレコ、テレビCMのナレーションに出演する実力派と評され、はかなげな少女、芯の強い大人の女性、少年役など幅広い役をこなす。
早い時期からデビューをして活躍しているが、能登自身は人気があるないというようなことは、考えることはないという。しかし手紙をくれたり反応してくれる人物がいるということは、「とてもありがたい」と語る。2009年時点では声で仕事をしているが、その作品の一部になること、作品というものを通して、何かしらの形で還元できるかもしれず、この先、声優でなくなるかもしれず、仕事がなくなるかもしれず、そうであってもそうでなくても、変わらずに何かで還元して行きたいと語る。2009年時点で芝居などをたくさんして、仕事を通じて、多くの人物たちに観たり聞いたりしてくれて受け止めてくれる人物、返してくれる人物がおり、抽象的だが、「ああ、まわっているのかなぁ」と感動し、嬉しくありがたいことと思っている。「多くの人とつながっているんだ」という喜びを感じ、その中でできることを精一杯していきたく、そこで必要とされなくなったら「次に自分が行くべき場所があるのだ」と語り、ここにいさせてくれる間は「精一杯頑張りたい」と思っているだけという。人が出会える数に限りある時間の中で出会えたということは単純に嬉しく、「もっともっとお返ししたい」と語る。
2000年代中期から、ナレーションを担当することも増えている。「三菱電機」や「キユーピー」の一部など、様々な宣伝CMで、能登の声が流れており、「アボカド・ドットコム」では、本人が顔出し出演もしている。また、CM以外ではアニメ『うっかりペネロペ』やDVD『耳折れ兄弟 スコティッシュフォールド・アトム&:*ルーク』でも担当している。
声質はおっとりしていて、どことなく和みを感じる「ウィスパーボイス」「癒し声」と呼ばれる柔らかく滑らかさが特徴。音響監督の本田保則には、「声に混濁したあれがないんですよね。これは天性持って生まれた、ちょっと浮世離れしたところが得なところじゃないですか」と評されている。

### 歌手
2011年11月23日、GloryHeavenより自身初の個人名義シングル『青のキセキ』をリリース。自身がパーソナリティを務めるラジオ『能登麻美子・地球NOTE』のOP・EDテーマが収録される。なおそれ以前には、同事務所で共演の多い川澄綾子とのコラボでCD『Scoop!/7 days after』を出している。
一方で、『ウィッチブレイド』のアフレコ現場で、童謡「かごめかごめ」を歌った際、怖い歌になってしまい、周囲から「呪われそう」といわれる。同番組の番宣ラジオ『ウィッチブレイディオ』でこのエピソードを披露し、能登が「かごめかごめ」の1小節を歌ったところ、翌週のリスナーからの感想メールの8割を占めるほど反響があり、「能登に童謡を歌わせるコーナー」が誕生することになった。その後ホラー映画ということもあってか、2022年公開の映画『“それ”がいる森』のCMナレーションの冒頭で「森のくまさん」の歌唱を依頼され実施。
学生時代には音楽に興味を持ったことはなく、活字、絵といった音のない世界に興味があったこともあって好きなアーティストなどおらず、部屋で音楽をかけるということもなかったというが、その後音楽の仕事をもらうようになってから、聞くようになった。専門学校時代のレッスンでは歌、ダンスはあったが、メロディを奏でるということが分からなかったほどで、能登の中では、芝居で表現することと音楽で表現することは違うが、2009年時点では「音の世界も表現できたらとても素敵なんだろうな」という憧れはあることから「いつかつながるといいな」と思っているという。

### 交友関係
水樹奈々とは食事や温泉旅行などに一緒に行っており、『水樹奈々のMの世界』に番組初となるゲスト出演をしている。新谷良子とは同じ金沢の出身であり、『快盗天使ツインエンジェル』などでも共演している。小説家の畑野智美は演劇ワークショップで20歳の誕生日に知り合っている。

## 出演
太字はメインキャラクター。

### テレビアニメ
1998年
- ももいろシスターズ（女の子）

2000年
- 妖しのセレス（天女）
- おジャ魔女どれみ（2000年 - 2003年、フジオ、岡田ななこ〈2代目〉、宮前空、伊集院さちこ 他） - 3シリーズ
- ゲートキーパーズ（浮矢瞬〈小学校時代〉、オペレーターA、子供、寮生B、女生徒B）
- ブギーポップは笑わない Boogiepop Phantom（殿村望都）
- NieA_7（女の子）

2001年
- 犬夜叉（2001年 - 2010年、りん） - 2シリーズ
- X -エックス-（桃生小鳥、生徒）
- 機動天使エンジェリックレイヤー（北村飛鳥）
- パラッパラッパー（アン）
- こみっくパーティー（槌谷麗奈）
- フルーツバスケット（女子生徒）
- まほろまてぃっく（母親）
- 名探偵コナン（2001年 - 2021年、吉沢咲、村主睦、麻生茉莉、山倉岳美、藤吉比呂子、六井理子）

2002年
- アクエリアンエイジ Sign for Evolution（阿羅耶識北）
- キディ・グレイド（ヴァンドルディ）
- ギャラクシーエンジェル（2002年 - 2003年、少女、女性隊員B） - 2シリーズ
- 十二国記（女仙、鈴の妹、女官）
- デジモンフロンティア（フローラモン）
- 天地無用! GXP（山田吉子、ジュン、受付）
- ぱにょぱにょデ・ジ・キャラット（子供A）
- ぴたテン（女子生徒、主婦B）
- プリンセスチュチュ（ふれいあ）
- ちびまる子ちゃん（ちりこ）
- フルメタル・パニック!（2002年 - 2005年、風間信二） - 3シリーズ

2003年
- 藍より青し〜縁〜（相澤千鶴）
- 明日のナージャ（アレックス、フィービー）
- GUNSLINGER GIRL（エルザ・デ・シーカ）
- ガンパレード・マーチ 〜新たなる行軍歌〜（瀬戸口の彼女）
- 神魂合体ゴーダンナー!!（2003年 - 2004年、桃園桃子） - 2シリーズ
- 住めば都のコスモス荘 すっとこ大戦ドッコイダー
- DEAR BOYS（杏崎沙斗未）
- 成恵の世界（七瀬成恵）
- なるたる（佐倉明）
- ヒートガイジェイ（シスター）
- ポケットモンスター アドバンスジェネレーション（アキナ）
- まっすぐにいこう。（生徒、少女）
- 魔探偵ロキRAGNAROK（ヴェルダンディー）
- ヤミと帽子と本の旅人（東葉月）

2004年
- アズサ、お手伝いします!（アズサ）
- ヒットをねらえ!（生田美月）
- LOVE♥LOVE?（生田美月）
- エルフェンリート（ユカ）
- 陰陽大戦記（2004年 - 2005年、麻生リナ、ショウシ、秘書）
- GIRLSブラボー シリーズ（2004年 - 2005年、佐々木雪成） - 2シリーズ
- 神無月の巫女（レーコ）
- 北へ。〜Diamond Dust Drops〜（朝比奈京子）
- Get Ride! アムドライバー（女性）
- ケロロ軍曹（2004年 - 2014年、アンゴル＝モア、麻美、おモア、AI K6000、AI K6001） - 2シリーズ
- スクールランブル（2004年 - 2006年、塚本八雲、ヤークモ） - 2シリーズ
- tactics（百合）
- NARUTO -ナルト-（カツユ）
- BURN-UP SCRAMBLE（リリカ・エベット）
- 忘却の旋律（忘却の旋律）
- 舞-HiME（菊川雪之）
- マリア様がみてる（2004年 - 2009年、藤堂志摩子） - 3シリーズ
- MEZZO -メゾ-（長谷川愛子）
- 妄想代理人（鷺月子）
- MONSTER（2004年 - 2005年、ニナ / アンナ、女性リポーター、看護婦D、看護婦B、子供、子供たち）
- 焼きたて!!ジャぱん（キムラメグミ）
- ロックマンエグゼ シリーズ（2004年 - 2006年、城戸舟子） - 4シリーズ

2005年
- ああっ女神さまっ（2005年 - 2006年、三嶋沙夜子） - 2シリーズ
- いちご100%（東城綾）
- 苺ましまろ（アナ・コッポラ）
- うえきの法則（鈴子・ジェラード）
- 甲虫王者ムシキング 森の民の伝説（ウスバカゲロウ）
- Canvas2 〜虹色のスケッチ〜（君影百合奈）
- 銀盤カレイドスコープ（リア・ガーネット・ジュイティエフ）
- 地獄少女（2005年 - 2017年、閻魔あい） - 4シリーズ
- スターシップ・オペレーターズ（若菜サンリ）
- SoltyRei（アクセラ・ウォリック）
- トリニティ・ブラッド（エステル・ブランシェ）
- 風人物語（花梨）
- 撲殺天使ドクロちゃん（小野ちえり）
- 舞-乙HiME（ユキノ・クリサント）
- 魔法先生ネギま!（2005年 - 2007年、宮崎のどか） - 2シリーズ / 『ネギま!?』第4話のサブタイトル題字と提供イラストも担当
- LOVELESS（東雲瞳）
- ルパン三世 天使の策略 〜夢のカケラは殺しの香り〜（ポイズン・ソフィ）

2006年
- ウィッチブレイド（天羽雅音）
- うっかりペネロペ（2006年 - 2013年、ナレーション） - 3シリーズ
- 鍵姫物語 永久アリス輪舞曲（透皇院トウコ）
- 神様家族（橘愛）
- 史上最強の弟子ケンイチ（香坂しぐれ、闘忠丸）
- シムーン（リモネ）
- 灼眼のシャナ（2006年 - 2012年、近衛史菜 / “頂の座”ヘカテー） - 3シリーズ
- 女子高生 GIRLS-HIGH（佐藤綾乃）
- それいけ!アンパンマン（2006年 - 2023年、ほたる姫〈3代目→6代目→8代目〉、マグぼうや、モコちゃん、トランプの国の女王様〈3代目〉、みずうみ姫〈2代目〉、なでしこさん〈2代目〉）
- タクティカルロア（ハクビ）
- 西の善き魔女 Astraea Testament（シザリア）
- Fate/stay night（ベディヴィエール）
- xxxHOLiC（少女）
- まじめにふまじめ かいけつゾロリ（ワンヌ）
- 護くんに女神の祝福を!（周藤汐音）
- 夢使い（茶川三時花）
- よみがえる空 -RESCUE WINGS-（長谷川めぐみ）

2007年
- アイドルマスター XENOGLOSSIA（宗方名瀬）
- アンデルセン・ストーリーズ 人魚姫（人魚姫）
- 怪物王女（嘉村令裡）
- キミキス pure rouge（2007年 - 2008年、祇条深月）
- CLANNAD（2007年 - 2009年、一ノ瀬ことみ） - 2シリーズ
- 月面兎兵器ミーナ（灰原水面 / 秋山ミーナ、アナウンサー）
- 神曲奏界ポリフォニカ（メイルリート・ルル・ウルクハウレン）
- スケッチブック 〜full color's〜（大庭月夜、犬男）
- ゼロの使い魔 シリーズ（2007年 - 2012年、ティファニア・ウエストウッド） - 3シリーズ
- sola（四方茉莉）
- 桃華月憚（葉月、東衣緒）※第21話の脚本も担当
- のだめカンタービレ（佐久桜）
- 爆丸バトルブローラーズ（2007年 - 2010年、アリス・ゲーハビッチ） - 2シリーズ
- ぼくらの（コモ / 古茂田孝美）
- ポケットモンスター ダイヤモンド&パール（サヤカ・フランソワ・ジョーイ）
- ムシウタ（薬屋千晴）
- もやしもん（2007年 - 2012年、武藤葵） - 2シリーズ
- 湾岸ミッドナイト（朝倉えりこ）

2008年
- アリソンとリリア（フィオナ、フランチェスカ）
- カイバ（ネイロ、ゲル）
- かのこん（小山田耕太）
- GUNSLINGER GIRL -IL TEATRINO-（パトリツィア）
- 鉄のラインバレル（2008年 - 2009年、城崎絵美）
- ケメコデラックス!（ミウラ）
- 神霊狩/GHOST HOUND（大倉早紀枝）
- 素敵探偵ラビリンス（葉弧）
- とある魔術の禁書目録（2008年 - 2018年、姫神秋沙） - 3シリーズ
- To LOVEる -とらぶる-（2008年 - 2015年、村雨静） - 4シリーズ
- ドルアーガの塔 シリーズ（2008年 - 2009年、幼いジル / 幼きジル） - 2シリーズ
- 夏目友人帳（アサギ）
- 乃木坂春香の秘密（2008年 - 2009年、乃木坂春香、春琉奈、能登麻美子） - 2シリーズ
- 秘密 〜The Revelation〜（里中恭子）
- ペルソナ 〜トリニティ・ソウル〜（アヤネ / 小松原彩音）
- 無限の住人（乙橘槇絵）
- Mnemosyne-ムネモシュネの娘たち-（麻生祇燐）

2009年
- 青い花（杉本姿子）
- 青い文学シリーズ「人間失格」（美子）
- アキカン!（エール）
- CANAAN（ハッコー）
- 君に届け（2009年 - 2011年、黒沼爽子） - 2シリーズ
- クイーンズブレイド（トモエ、妊婦） - 2シリーズ
- けんぷファー（2009年 - 2011年、チッソクノライヌ） - 2シリーズ
- 生徒会の一存（2009年 - 2013年、藤堂リリシア） - 2シリーズ
- 07-GHOST（シスター・ロザリー）
- 戦国BASARA（2009年 - 2014年、お市） - 3シリーズ
- 戦場のヴァルキュリア（コーデリア・ギ・ランドグリーズ）
- 大正野球娘。（宗谷雪）
- 鉄腕バーディー DECODE:02（ヴァイオリン）
- NARUTO -ナルト- 疾風伝（カツユ）
- バトルスピリッツ 少年激覇ダン（ソフィア）
- MAJOR 5th season（佐藤美穂）

2010年
- 銀魂（2010年 - 2018年、パンデモニウム） - 3シリーズ
- 海月姫（ジジ）
- 戦う司書 The Book of Bantorra（ニーニウ）
- たまごっち!（2010年 - 2014年、すいーすいっち、コフレっち） - 4シリーズ
- とある科学の超電磁砲（2010年 - 2020年、姫神秋沙） - 2シリーズ
- 殿といっしょシリーズ（2010年 - 2011年、長宗我部元親、お市） - 2シリーズ
- B型H系（小須田香月）
- 迷い猫オーバーラン!（村雨四摩子）
- モンハン日記 ぎりぎりアイルー村☆アイルー危機一髪☆（プーギー）

2011年
- 異国迷路のクロワーゼ The Animation（汐音）
- 快盗天使ツインエンジェル〜キュンキュン☆ときめきパラダイス!!〜（神無月葵）
- 君と僕。（2011年 - 2012年、相田静菜） - 2シリーズ
- ダンタリアンの書架（カミラ・ザウアー・ケインズ）
- Dororonえん魔くん メ〜ラめら（雪子姫）
- ぬらりひょんの孫 千年魔京（羽衣狐 / 山吹乙女）
- バトルスピリッツ 覇王（2011年 - 2012年、花形マツリ、早川クミコ）
- 花咲くいろは（輪島巴）
- フリージング（2011年 - 2013年、サテライザー＝エル＝ブリジット、アオイ＝カズハ） - 2シリーズ
- BLEACH（ハルコ）
- 魔乳秘剣帖（狭山桜花）
- 輪るピングドラム（時籠ゆり）
- モンハン日記 ぎりぎりアイルー村G（プーギー、エレナ）
- ロウきゅーぶ!（2011年 - 2013年、長谷川七夕） - 2シリーズ

2012年
- アイカツ!（星宮りんご）
- アルカナ・ファミリア -La storia della Arcana Famiglia-（フェリチータ）
- AKB0048（2012年 - 2013年、8代目 小嶋陽菜） - 2シリーズ
- 織田信奈の野望（今川義元）
- 神様はじめました（ヨノモリ）
- 機動戦士ガンダムAGE（ウィルナ・ジャニスティ、ゼハート・ガレット〈少年〉、ミンク・レイデン）
- ゴクジョッ。〜極楽院女子高寮物語〜（赤羽沙矢）
- しろくまカフェ（大崎まゆみ）
- SKET DANCE（森下小麻）
- 聖闘士星矢Ω（アリア/少女）
- 戦国コレクション（聖乙女・上杉謙信）
- TARI TARI（沖田志保）
- トータル・イクリプス（イーニア・シェスチナ）
- NARUTO -ナルト- SD ロック・リーの青春フルパワー忍伝（カツユ）
- HUNTER×HUNTER（第2作）（カルト＝ゾルディック）
- FAIRY TAIL（2012年 - 2024年、メイビス・ヴァーミリオン、ミオ） - 4シリーズ
- ブラック★ロックシューター（納野サヤ）
- 輪廻のラグランジェ（中泉ようこ） - 2シリーズ

2013年
- 有頂天家族（2013年 - 2017年、弁天、幼い矢三郎） - 2シリーズ
- 神さまのいない日曜日（スカー〈傷持ち〉）
- 義風堂々!! 兼続と慶次（妙姫）
- げんしけん 二代目（神永）
- COPPELION（梶井息吹）
- 団地ともお（坂上）
- 凪のあすから（古着屋店員）
- 八犬伝―東方八犬異聞―（雪姫）
- 百花繚乱 サムライブライド（前田慶次）
- はたらく魔王さま！（水島由姫）
- 機巧少女は傷つかない（リゼット・ノルデン）

2014年
- アカメが斬る!（シェーレ）
- アルドノア・ゼロ（オルレイン）
- ウィッチクラフトワークス（白姫・エヴァーミリオン）
- 極黒のブリュンヒルデ（藤崎真子）
- 四月は君の嘘（有馬早希）
- シドニアの騎士（2014年 - 2015年、科戸瀬ユレ） - 2シリーズ
- スペース☆ダンディ（Z）
- selector spread WIXOSS（浦添伊緒奈）
- 曇天に笑う（錦、看守）
- ノーゲーム・ノーライフ（フィール・ニルヴァレン）
- pupa（長谷川幸子）
- フューチャーカード バディファイト（2014年 - 2016年、ソフィア・サハロフ、ドラゴンキッド リッキー） - 2シリーズ
- まじもじるるも（母）
- 龍ヶ嬢七々々の埋蔵金（不義雪姫）
- ログ・ホライズン2（ウパシ）

2015年
- うわばきクック（ピアス姉）
- 艦隊これくしょん -艦これ-（大鳳）
- GANGSTA.（アレックス・ベネデット）
- 金田一少年の事件簿R（小角由香里）
- 血界戦線（ヴァルクェル・ロッゾ・ヴァルクトヴォ・エル・ギリカ）
- 幸腹グラフィティ（リョウの母）
- コメット・ルシファー（エナ・アマギ）
- 純潔のマリア（ビブ）
- 食戟のソーマ（2015年 - 2020年、乾日向子） - 3シリーズ
- VALKYRIE DRIVE -MERMAID-（柊結）
- プラスティック・メモリーズ（マーシャ）
- 魔法少女リリカルなのはViVid（アインハルト・ストラトス）
- ユリ熊嵐（彼）
- 夜ノヤッターマン（ミッちゃん）
- ワールドトリガー（2015年 - 2021年、リリス、林藤ゆり） - 3シリーズ
- わかば*ガール（先生）

2016年
- Re:ゼロから始める異世界生活（2016年 - 2025年、エルザ） - 5シリーズ / 2020年に第1期新編集版が放送
- Occultic;Nine -オカルティック・ナイン-（西園梨々花）
- おしえて! ギャル子ちゃん（ナレーション）
- orange（翔の母親）
- 境界のRINNE（おねえさん）
- クオリディア・コード（夕浪愛離）
- クラシカロイド（2016年 - 2018年、リスト） - 2シリーズ
- ジョジョの奇妙な冒険 ダイヤモンドは砕けない（山岸由花子）
- SUPER LOVERS（国末美樹）
- Dimension W（ラシティ）
- 灰と幻想のグリムガル（バルバラ）
- ViVid Strike!（アインハルト・ストラトス）

2017年
- うらら迷路帖（時江）
- タイムボカン24（マリー・アントワネット）
- アリスと蔵六（"ミニーC"・タチバナ）
- リルリルフェアリル（2017年 - 2019年、花村かれん、ドット、るこママ、さっくー&らんぼー、おタマさん、かいこちゃん、ポワリザ、リザード先生） - 2シリーズ
- ツインエンジェルBREAK（神無月葵）
- アトム ザ・ビギニング（月江）
- サクラクエスト（四ノ宮さゆり）
- 武装少女マキャヴェリズム（藤林祥乃）
- ヘボット!（ナグリ・ドツーキ王妃）
- ボールルームへようこそ（円谷環）
- 妖怪アパートの幽雅な日常（長谷汀）
- UQ HOLDER! 〜魔法先生ネギま!2〜（宮崎のどか）
- 宝石の国（ユークレース）
- ネト充のススメ（盛岡森子、Molly）
- 妹さえいればいい。（メガロドン）
- 将国のアルタイル（カテリーナ）
- ブレンド・S（夏帆の母）
- Infini-T Force（界堂咲恵）

2018年
- 刻刻（マリヤ）
- 宇宙よりも遠い場所（藤堂吟）
- ダメプリ ANIME CARAVAN（イナコ王妃）
- ドラえもん（テレビ朝日版第2期）（2018年 - 2022年、シンデレラ、女リーダー、乙梨さん）
- ポプテピピック（2018年 - 2021年、ピピ美〈第11話Aパート / 再放送・リミックス版第6話Aパート〉）
- 若おかみは小学生!（ナレーション）
- Caligula -カリギュラ-（美笛の母親）
- フルメタル・パニック! Invisible Victory（風間信二）
- 重神機パンドーラ（フィオナ・スー）
- 宇宙戦艦ティラミス（陰毛の嫁）
- こみっくがーるず（萌田はる子）
- 鹿楓堂よついろ日和（おばさま）
- 七つの大罪 シリーズ（2018年 - 2019年、ネロバスタ） - 2シリーズ
- 魔法少女サイト（王）
- ゴールデンカムイ（2018年 - 2023年、インカㇻマッ） - 3シリーズ
- はたらく細胞（2018年 - 2021年、ナレーション） - 2シリーズ
- つくもがみ貸します（かぐや姫）
- Phantom in the Twilight（リディア）
- 軒轅剣 蒼き曜（雲、ナレーション）
- 学園BASARA（お市）
- マンガで分かる!Fate/Grand Order（アルテラ）

2019年
- 賭ケグルイ××（夢子の姉）
- 爆丸バトルプラネット（2019年 - 2020年、ピラビオン）
- かつて神だった獣たちへ（エレイン / エイレン〈少女〉、ナレーション）
- 鬼滅の刃（嘴平琴葉）
- ナカノヒトゲノム【実況中】（仁木ユカコ）
- どるふろ -癒し篇-（UMP9）
- アイカツオンパレード!（2019年 - 2020年、星宮りんご）

2020年
- かくしごと（姫の母）
- 波よ聞いてくれ（城華マキエ）
- 富豪刑事 Balance:UNLIMITED（神戸小百合）
- 半妖の夜叉姫（2020年 - 2022年、りん） - 2シリーズ

2021年
- 進撃の巨人（ラーラ・タイバー）
- ラブライブ!スーパースター!!（2021年 - 2024年、かのんの母） - 3シリーズ
- 戦乙女の食卓II（デュランダル）
- かぎなど（2021年 - 2022年、一ノ瀬ことみ） - 2シリーズ
- テスラノート（根来算子）

2022年
- 天才王子の赤字国家再生術（カルドメリア）
- 異世界美少女受肉おじさんと（夜の女神）
- ちみも（鬼神むつみ）
- プリマドール（自律人形、菊花）
- 機動戦士ガンダム 水星の魔女（2022年 - 2023年、プロスペラ） - 2シリーズ
- BLEACH 千年血戦篇（片桐叶絵）

2023年
- 英雄王、武を極めるため転生す 〜そして、世界最強の見習い騎士♀〜（女神アリスティア）
- 久保さんは僕を許さない（白石由恵）
- 地獄楽（画眉丸の妻）
- スキップとローファー（美津未の母）
- この素晴らしい世界に爆焔を!（ゆいゆい）
- 君は放課後インソムニア（倉敷兎子）
- 天国大魔境（アスラ）
- 異世界でチート能力を手にした俺は、現実世界をも無双する〜レベルアップは人生を変えた〜（黄泉川先生）
- 江戸前エルフ（ハイラ）
- 魔法使いの嫁 SEASON2（人狼〈女〉） - 2シリーズ
- わたしの幸せな結婚（金尾花）
- るろうに剣心 -明治剣客浪漫譚- (2023)（2023年 - 2025年、関原妙、関原冴） - 2シリーズ
- 贄姫と獣の王（レオンハートの母）
- SHY（2023年 - 2024年、スピリッツ） - 2シリーズ
- はめつのおうこく（ナレーション）
- ラグナクリムゾン（2023年 - 2024年、キメラ）
- 豚のレバーは加熱しろ（ブレース）

2024年
- 異修羅（2024年 - 2025年、赤い紙箋のエレア） - 2シリーズ
- スナックバス江（聖剣）
- 薬屋のひとりごと（2024年 - 2025年、皇太后 / 安氏） - 2シリーズ
- じいさんばあさん若返る（斎藤イネ）
- となりの妖怪さん（竜神）
- ただいま、おかえり（真生の母）
- Lv2からチートだった元勇者候補のまったり異世界ライフ（ヨルミニート）
- 異世界スーサイド・スクワッド（アルドラ）
- 天穂のサクナヒメ（訪れしもの）
- 異世界失格（エッシェ）
- 妖怪学校の先生はじめました!（2024年 - 2025年、安倍 母）
- 殿と犬（地蔵） - 4バージョン共通

2025年
- 公女殿下の家庭教師（謎の声）
- SAKAMOTO DAYS（晶の叔母 / 赤尾リオン）
- 笑顔のたえない職場です。（滝沢蓮）

### 劇場アニメ
2000年
- デジモンアドベンチャー02 前編 / 後編（チョコモン〈幼少期〉）

2001年
- 犬夜叉シリーズ（2001年 - 2004年、りん） - 3作品

2003年
- 東京ゴッドファーザーズ（ギンの娘）

2005年
- ロックマンエグゼ 光と闇の遺産（城戸舟子）

2006年
- 超劇場版ケロロ軍曹シリーズ（2006年 - 2010年、アンゴル＝モア） - 5作品

2007年
- 劇場版ポケットモンスター ダイヤモンド&パール ディアルガVSパルキアVSダークライ（幼少時代のアリス）

2008年
- 劇場版 空の境界（浅上藤乃） - 2作品
- 武者ケロ お披露目!戦国ラン星大バトル!!（おモア）

2009年
- レイトン教授と永遠の歌姫（アロマ）

2011年
- 劇場版 戦国BASARA -The Last Party-（お市）
- 劇場版 魔法先生ネギま! ANIME FINAL（宮崎のどか）
- たんすわらし。（のえる）
- 手塚治虫のブッダ -赤い砂漠よ!美しく-（ヤショーダラ姫）

2012年
- 映画 プリキュアオールスターズNewStage みらいのともだち（坂上あゆみ / キュアエコー）
- 虹色ほたる 〜永遠の夏休み〜（さえ子〈大人〉）

2013年
- 劇場版 空の境界 未来福音 extra chorus（浅上藤乃）
- 劇場版 とある魔術の禁書目録 -エンデュミオンの奇蹟-（姫神秋沙）
- 劇場版 花咲くいろは HOME SWEET HOME（輪島巴）
- PERSONA3 THE MOVIE（2013年 - 2016年、山岸風花） - 4部作

2014年
- スポチャン対決! 〜妖怪大決戦〜（針女）
- 映画 プリキュアオールスターズNewStage3 永遠のともだち（坂上あゆみ / キュアエコー）
- モーレツ宇宙海賊 ABYSS OF HYPERSPACE -亜空の深淵-（スカーレット・サイファ）
- THE LAST -NARUTO THE MOVIE-（カツユ）
- 劇場版 アイカツ!（星宮りんご）

2015年
- ガールズ&パンツァー 劇場版（ミカ）
- 映画ドラえもん のび太の宇宙英雄記（バーガー監督）

2016年
- 映画 プリキュアオールスターズ みんなで歌う♪奇跡の魔法!（坂上あゆみ / キュアエコー）

2017年
- ノーゲーム・ノーライフ ゼロ（シンク・ニルヴァレン）

2018年
- ペンギン・ハイウェイ（アオヤマ君のお母さん）

2019年
- 映画 この素晴らしい世界に祝福を!紅伝説（ゆいゆい）

2020年
- クレヨンしんちゃん 激突! ラクガキングダムとほぼ四人の勇者（ユウマの母）

2021年
- シドニアの騎士 あいつむぐほし（科戸瀬ユレ）
- 劇場編集版 かくしごと -ひめごとはなんですか-（後藤小鞠）

2022年
- RE:cycle of the PENGUINDRUM（時籠ゆり） - 前後編
- アイカツ！ 10th STORY 〜未来へのSTARWAY〜（2022年 - 2023年、星宮りんご）

2023年
- アムリタの饗宴（陽）

### OVA
2001年
- 機甲兵団J-PHOENIX PFリップス小隊（イズミ・ウッドビレッジ）

2002年
- ゲートキーパーズ21（幽霊少女）

2003年
- アクエリアンエイジ Saga II 〜Don't forget me…〜（藤宮真由美）

2004年
- いちご100% OVAシリーズ（2004年 - 2005年、東城綾） - 1作品+1シリーズ
- おジャ魔女どれみナ・イ・ショ（伊集院さちこ）
- 北へ。〜Diamond Dust Drops〜（朝比奈京子） - DVD-BOXの購入特典〈第13話〉
- コゼットの肖像（斎賀由布）
- テイルズ オブ ファンタジア THE ANIMATION（少女）

2005年
- スクールランブル 一学期補習（塚本八雲）
- 撲殺天使ドクロちゃん（小野ちえり）

2006年
- 鬼公子炎魔（波多七美）
- 今日の5の2（相原カズミ）
- 大魔法峠（エリーゼ＝フォン＝バルバロック）
- 成恵の世界 スペシャル・エディション（七瀬成恵）
- 舞-乙HiME Zwei（ユキノ・クリサント）
- ネギま!? 春スペシャル!? / 夏スペシャル!?（宮崎のどか）
- マリア様がみてる 3rdシーズン（藤堂志摩子）

2007年
- AIKa R-16:VIRGIN MISSION（美波野カレン）
- 苺ましまろ（アナ・コッポラ）

2008年
- It’s a Rumic World 犬夜叉〜黒い鉄砕牙（りん）
- 快盗天使ツインエンジェル（神無月葵）
- スクールランブル 三学期（塚本八雲）
- 星の海のアムリ（マリア・スクロドフォスタ）
- 魔法先生ネギま! OADシリーズ（2008年 - 2010年、宮崎のどか） - 2シリーズ

2009年
- AIKa ZERO（美波野カレン）
- アキカン!（エール）
- かのこん〜真夏の大謝肉祭〜（小山田耕太）
- 少女ファイト（小田切学）
- DOGS/BULLETS&CARNAGE（ニル）
- To LOVEる -とらぶる- OVA（2009年 - 2010年、お静） - コミックス第13巻・第15巻 - 第18巻限定版に付属

2010年
- 殿といっしょ（長宗我部元親）
- Halo Legends（スパルタン〈CAL-141〉）

2011年
- クイーンズブレイド 美しき闘士たち「奥義!差添いの逢魔が旅」（トモエ）
- SUPERNATURAL: THE ANIMATION（リリー・ベイカー）

2012年
- MAJOR ワールドシリーズ編 夢の瞬間へ（佐藤美穂）※ワールドシリーズ総集編下巻DVD付き初回限定版
- 史上最強の弟子ケンイチ（2012年 - 2014年、香坂しぐれ、闘忠丸） - 単行本第46巻・第49巻・第53巻 - 第56巻特装版付属DVD
- 輪廻のラグランジェ（2012年 - 2014年、中泉ようこ） - 3シリーズ
- 乃木坂春香の秘密 ふぃな〜れ♪（乃木坂春香）
- MAJOR ワールドシリーズ編 夢の瞬間へ （完全版）+メッセージ（佐藤美穂）

2013年
- ヴァンキッシュド・クイーンズ 武者巫女無情（トモエ） - 『クイーンズブレイド プレミアムビジュアルブック 散』に収録
- コードギアス 亡国のアキト（2013年 - 2015年、マリア・シャイング）
- 翠星のガルガンティア（アレリア） - Blu-ray BOX 3収録OVA
- ロウきゅーぶ!（長谷川七夕） - PSPソフト『ロウきゅーぶ! ひみつのおとしもの』限定版同梱のDVD

2015年
- ストライク・ザ・ブラッド ヴァルキュリアの王国篇（ポリフォニア・リハヴァイン）
- 百花繚乱 サムライアフター（前田慶次）

2016年
- 東方二次創作同人アニメ「秘封活動記録-月-」（蓬莱山輝夜）
- To LOVEる -とらぶる- ダークネス（村雨静） - コミックス第15巻、第17巻限定版に付属
- FAIRY TAIL OADナツVSメイビス（メイビス・ヴァーミリオン）

2017年
- ViVid Strike!（アインハルト・ストラトス） - 第2・3・4巻に収録
- ガールズ&パンツァー 最終章（2017年 - 2023年、ミカ）

2018年
- 政宗くんのリベンジ（麻江） - コミックス第10巻OAD付き特装版

2019年
- まじもじるるも 完結編（耕太の母） - 原作第3部コミックス第9巻OAD付限定版

2020年
- クイーンズブレイド UNLIMITED（トモエ）
- 岸辺露伴は動かない『懺悔室』（山岸由花子）
- ゴールデンカムイ（インカㇻマッ） - コミックス第23巻アニメDVD同梱版
- ド級編隊エグゼロス（アマノジャ蟲） - コミックス第11巻アニメBD同梱版

2022年
- 機動戦士ガンダム 水星の魔女 PROLOGUE（エルノラ・サマヤ）

2023年
- OVA アズールレーン Queen's Orders（ヴェネト）

### Webアニメ
2000年代
- 伝染るんです。（2009年、かっぱ）

2010年代
- ごきチャ!!（2011年、ごきチャ）
- ニンジャスレイヤー フロムアニメイシヨン（2015年、電子マイコ、合成マイコ音声）
- モンスターストライク（2015年、焔三月）
- アイドロップス（2016年、ビタミンB6）
- 月曜日のたわわ（2016年、歯科衛生士さん）
- ポケモンジェネレーションズ（2016年、モミ）
- 7SEEDS（2019年 - 2020年、鯛網ちさ） - 2シリーズ

2021年
- どるふろ -癒し篇2-（UMP9）
- 爆丸アーマードアライアンス（ピラビオン）
- 爆丸ジオガンライジング（2021年 - 2022年、ピラビオン）

2022年
- Tekken: Bloodline（風間準）
- 七つの大罪 怨嗟のエジンバラ（ネロバスタ）

2023年
- 爆丸エボリューションズ（ピラビオン）
- 爆丸レジェンズ（ピラビオン）
- 陰陽師（藤子）
- Fate/Grand Order 藤丸立香はわからない（2023年 - 2025年、スカサハ、スカサハ＝スカディ、ブリュンヒルデ） - 2シリーズ + 特別編

2024年
- 君に届け 3RD SEASON（黒沼爽子）

2025年
- タコピーの原罪（ハッピーママ）

### ゲーム
時期不明
- かんぱに☆ガールズ（シンク・ニルヴァレン）

2002年
- ロマンスは剣の輝きII〜銀の虹をさがして〜（リオン・ラムゼス）

2003年
- 北へ。〜Diamond Dust〜（2003年 - 2004年、朝比奈京子） - 2作品
- ギャラクシーエンジェル（クロミエ・クワルク）
- DEAR BOYS Fast Break!（杏崎沙斗未）

2004年
- アカイイト（奈良陽子）
- 犬夜叉 〜呪詛の仮面〜（りん）
- おジャ魔女あどべんちゃ〜ないしょのまほう（マジョリズム）
- 片神名〜喪われた因果律〜（イザナミ）
- 機甲兵団J-PHOENIX2（イズミ・ウッドビレッジ）
- ケロロ軍曹 メロメロバトルロイヤル（アンゴル＝モア）
- 神魂合体ゴーダンナー!!（桃園桃子）

2005年
- いちご100% ストロベリーダイアリー（東城綾）
- 苺ましまろ（アナ・コッポラ）
- Counter-Strike NEO -WHITE MEMORIES-（マキ）
- キノの旅II -the Beautiful World-（ティー）
- ケロロ軍曹 メロメロバトルロイヤルZ（アンゴル＝モア）
- サモンナイト クラフトソード物語 〜はじまりの石〜（ルフィール）
- 式神の城 七夜月幻想曲（城島月子）
- スクールランブル シリーズ（塚本八雲）
  - スクールランブル 姉さん事件です！
  - スクールランブル ねる娘は育つ

- DEKARON（マジシャン）
- DUEL SAVIOR DESTINY（イムニティ）
- Twelve〜戦国封神伝〜（ミノリ）
- BALDR FORCE EXE（リャン） - PS2版
- 120円の春 ¥120Stories（中村葉月）
- ファントム・キングダム（トレニア、アサギ）
- 魔法先生ネギま! 1時間目 お子ちゃま先生は魔法使い!（宮崎のどか）
- 魔法先生ネギま! 2時間目 戦う乙女たち! 麻帆良大運動会SP!（宮崎のどか）
- らき☆すた 萌えドリル（宮河ひなた）
- White Princess the second 〜やっぱり一途にいってもそうじゃなくてもOKなご都合主義学園恋愛アドベンチャー!!〜（芝原琴美）

2006年
- あそびにいくヨ! 〜ちきゅうぴんちのこんやくせんげん〜（双葉アオイ）
- うえきの法則 倒すぜロベルト十団!!（鈴子・ジェラード）
- 桜華 〜心輝かせる桜〜（御鏡咲夜）
- 機動戦士ガンダム クライマックスU.C.（シャーリー・ラムゼイ）
- キミキス（祇条深月）
- CLUSTER EDGE〜君を待つ未来への証〜（ラピス・フリーデン）
- CLANNAD（一ノ瀬ことみ）
- 超劇場版ケロロ軍曹 演習だヨ!全員集合（アンゴル＝モア）
- ニード・フォー・スピード カーボン（ニッキー）
- 式神の城III（城島月子）
- JEANNE D'ARC（リアン）
- スクールランブル二学期 恐怖の（?）夏合宿! 洋館に幽霊現る!? お宝を巡って真っ向勝負!!!の巻（塚本八雲）
- 戦国BASARA2（お市）
- 天誅千乱（相棒 女）
- ネギま!? 3時間目 恋と魔法と世界樹伝説!（宮崎のどか）
- ネギま!? 超 麻帆良大戦 かっとイ〜ン☆契約執行でちゃいますぅ（宮崎のどか）
- ファンタシースターユニバース（レムリア・ノルフェ 他）
- ペルソナ3（山岸風花）
- FRAGMENTS BLUE（矢沢千花）
- 魔法先生ネギま! 課外授業 乙女のドキドキビーチサイド（宮崎のどか）
- 龍刻 RYU-KOKU（水乃内美流）
- レッスルエンジェルス SURVIVOR（草薙みこと/スイレン草薙、氷室紫月）

2007年
- アイドル雀士 スーチーパイIV（天使れみ）
- オーディンスフィア（メルセデス）
- グローランサーVI（アニータ）
- ケロロ軍曹 演習だヨ!全員集合パート2（アンゴル＝モア）
- SIMOUN 異薔薇戦争〜封印のリ・マージョン〜（リモネ、ロザリンド姫）
- スペクトラルジーン（モーリア）
- ゼロの使い魔 夢魔が紡ぐ夜風の幻想曲（リシュ）
- 戦国BASARA2 英雄外伝（お市）
- ペルソナ3 フェス（山岸風花）
- narcissu SIDE 2nd（女の子）
- ネギま!? 超麻帆良大戦チュウ チェックイ〜ン全員集合! やっぱり温泉来ちゃいましたぁ（宮崎のどか）
- ネギま!? どりーむたくてぃっく〜夢見る乙女はプリンセス〜（宮崎のどか）
- ネギま!? ネオ・パクティオーファイト!!（宮崎のどか）
- マブラヴ ALTERED FABLE（イーニァ・シェスチナ）
- 真・らき☆すた 萌えドリル 〜旅立ち〜（宮河ひなた）
- ルパン三世 ルパンには死を、銭形には恋を（銀麗）
- ルーンファクトリー2（ドロシー）
- レイトン教授と不思議な町（謎の少女）
  - レイトン教授と悪魔の箱（アロマ）

- Wonderland ONLINE（ニース）
- ASH -ARCHAIC SEALED HEAT-（スティーラー）

2008年
- アヴァロンコード（ティア）
- 赤い糸DS（2008年 - 2009年、竹宮春菜） - 2作品
- ARIA The ORIGINATION 〜蒼い惑星のエルシエロ〜（アンジェリカ・フェルナンデス〈アンジェ〉）
- カドゥケウス ニューブラッド（シンシア・カザコフ）
- かのこん えすいー（小山田耕太）
- 救急救命 カドゥケウス2（一色綾香、シルビア・ワレンバーグ）
- CLANNAD FULL VOICE（一ノ瀬ことみ）
- グラナド・エスパダ（カトリーヌ）
- 幻想水滸伝ティアクライス（エリン、ソフィア）
- シグマ ハーモニクス（クリスティ）
- ゼロの使い魔 迷子の終止符と幾千の交響曲（ティファニア・ウエストウッド）
- タンくる（ウルミ）
- 超劇場版ケロロ軍曹3 天空大冒険であります!（アンゴル＝モア）
- テイルズ オブ ハーツ（パライバ・マリン・ド・レ）
- とらぶるツインズ -MY SWEET BROTHERS-（百合野巴）
- 乃木坂春香の秘密（2008年 - 2010年、乃木坂春香、能登麻美子） - 2作品
- ファンタシースターポータブル（レムリア・ノルフェ、シーナ、レイナ）
- Breath 吐息は茜色（南雲朱音）
- みつけて!ケロロ軍曹 まちがいさがし大作戦であります!（アンゴル＝モア）
- 無限のフロンティア スーパーロボット大戦OGサーガ（錫華姫）
- 親子で遊べるDS絵本 うっかりペネロペ（ナレーション）
- 戦国BASARA X（お市）
- 戦場のヴァルキュリア（コーデリア・ギ・ランドグリーズ）
- 零 月蝕の仮面（水無月流歌）
- LUX-PAIN（神代ナミ）
- レイトン教授と最後の時間旅行（アロマ）
- レッスルエンジェルス SURVIVOR 2（草薙みこと、氷室紫月）
- To LOVEる -とらぶる- ワクワク! 林間学校編（お静）

2009年
- アイテムゲッター 〜僕らの科学と魔法の関係〜（リット・ホッティー）
- アンティフォナの聖歌姫 天使の楽譜Op.A（カンパネラ）
- 快盗天使ツインエンジェル 幻の少女（神無月葵）
- 君に届け 〜育てる想い〜（黒沼爽子）
- GALAXY ANGEL II 永劫回帰の刻（クロミエ・クワルク、メノルカ・サーディン）
- クイーンズブレイド スパイラルカオス（トモエ）
- 超劇場版ケロロ軍曹 撃侵ドラゴンウォリアーズであります!（アンゴル＝モア）
- こくはく（古乃宮遥、倉沢陽菜、倉沢瑠奈、速水楓）
- The Tower of AION（システムヴォイス）
- 地獄少女 澪縁（閻魔あい）
- セイクリッドブレイズ -SACRED BLAZE-（マノフィカ）
- ソニックと暗黒の騎士（魔導師マリーナ）
- 大正野球娘。〜乙女達乃青春日記〜（宗谷雪）
- デモンブライド（2009年 - 2011年、ミカエル / 堕天使ミカエル、闇咲紅花）- 2作品
- 電撃学園RPG Cross of Venus（乃木坂春香、幼少春香、ヘカテー）
- 戦国BASARA BATTLE HEROES（お市）
- なりそこない英雄譚〜太陽と月の物語〜（フォリア）
- narcissu 3rd -Die Dritte Welt-
- NUGA-CEL!（2009年 - 2010年、キャッツ・ルゥ / ミューテル・ルール）- 2作品
- ファンタジーアース ゼロ（陰気な少女I: ボイスチケット♀XI）
- ペルソナ3 ポータブル（山岸風花）
- 魔女になる。（ビッテ）
- Wonderland ONLINE -運命の女神-（ヴィーナス）

2010年
- ai sp@ce（一ノ瀬ことみ）
- エルソード（イヴ）
- ELEMENTAL BATTLE ACADEMY（ノーチェ＝マローネ） - 同人ゲーム
- Angelic Crest（ルル）
- えんむす!（鳥越ユキノ）
- ガンダムネットワークオペレーション3（オペレーター）
- 君と一緒に（本条真奈美）
- ケロロRPG 騎士と武者と伝説の海賊（アンゴル＝モア、モアーナ、もあ乃、モアンヌ）
- 恋の香り・こころ写して（月無ゆゆか）
- サモンナイトグランテーゼ 滅びの剣と約束の騎士（ゲルダ・D・D）
- シグマ ハーモニクス コーダ（クリスティ）
- 生徒会の一存 -DSする生徒会-（藤堂リリシア）
- 戦国BASARA3（お市）
- 戦場のヴァルキュリア2 ガリア王立士官学校（コーデリア・ギ・ランドグリーズ）
- .hack//Link（クラリネッテ）
- NO MORE HEROES 英雄たちの楽園（ジーン）
- ヒメこい（藤波あやね）
- 無限のフロンティアEXCEED スーパーロボット大戦OGサーガ（錫華姫）

2011年
- インスタントブレイン（アンドロイド・シー）
- 快盗天使ツインエンジェル〜時とセカイの迷宮〜（神無月葵）
- 機動戦士ガンダム オンライン（女性パイロット1）
- 君に届け 〜伝えるキモチ〜（黒沼爽子）
- クイーンズゲイト スパイラルカオス（トモエ）
- 戦国BASARA CHRONICLE HEROS（お市）
  - 戦国BASARA3 宴（お市）

- 戦律のストラタス（九断命）
- つくものがたり（七尾耀子）
- 鉄拳タッグトーナメント2（風間準）
- デビルサバイバー オーバークロック（アマネ / 九頭竜天音）
- パンドラの塔 君のもとへ帰るまで（セレス）
- ファンタジーアース ゼロ（上品な少女I: ボイスチケット♀XV）
- Princess Frontier Portable（ウィルマ・ヘミング）
- 魔法少女リリカルなのはA's PORTABLE -THE GEARS OF DESTINY-（アインハルト・ストラトス）
- ラストストーリー（マナミア）
- ロウきゅーぶ!（長谷川七夕）

2012年
- アルカナ・ファミリア -フェスタ・レガーロ!-（フェリチータ）
- 極限脱出ADV 善人シボウデス（ルナ）
- 幻想水滸伝 紡がれし百年の時（イリア・バルカイ）
- 探偵オペラ ミルキィホームズ 2（ユタカ）
- 時と永遠 〜トキトワ〜（ウェディ）
- 怒首領蜂最大往生（真璃亜）
- パチパラ3D 大海物語2 〜パチプロ風雲録・花 希望と裏切りの学園生活〜（能登さくら）
- パチパラ3D 大海物語2 With アグネス・ラム 〜パチプロ風雲録・花 消されたライセンス〜（能登さくら）
- ヒーローズファンタジア（アンゴル＝モア、菊川雪之）
- 夕暮れのバルキリーズ（二星あおい）
- 嫁コレ（閻魔あい）
- ペルソナ4 ジ・アルティメット イン マヨナカアリーナ（山岸風花）

2013年
- アルカナ・ファミリア2（フェリチータ）
- 解放少女 SIN（不破聖）
- 艦隊これくしょん -艦これ-（大鳳、あきつ丸、まるゆ、春風）
- ゴッドイーター2（シエル・アランソン）
- サモンナイト5（フローテ）
- スーパーロボット大戦Operation Extend（アンゴル＝モア）
- スーパーロボット大戦UX（城崎絵美）
- 青春はじめました!（春風ことり）
- 生徒会の一存 Lv.2 PORTABLE（藤堂リリシア）
- 世界名作童話 親子で読めるゲーム絵本（人魚姫）
- たまごっち!せーしゅんのドリームスクール（コフレっち）
- テイルズ オブ ハーツ R（パライバ・マリン・ドレ）
- ドラッグオンドラグーン3（スリイ）
- 願いの欠片と白銀の契約者（桂燈子）
- 箱庭のフォルクローレ（眠り姫）
- パチパラ3D デラックス海物語 〜パチプロ風雲録・花 孤島の勝負師たち〜（能登さくら）
- 姫奪!!デモンズサーガ（ホワイトルシフェル）
- 機巧少女は傷つかない Facing "Burnt Red"（エリザ）
- マブラヴ オルタネイティヴ トータル・イクリプス（イーニァ・シェスチナ少尉）

2014年
- 82Hブロッサム（円城寺香月）
- 機動戦士ガンダム サイドストーリーズ（クロエ・クローチェ）
- グランブルーファンタジー（2014年 - 2023年、レナ、祈祷師）
- 神撃のバハムート（エイラ、ルーナ）
- 神話帝国ソウルサークル
- 超ヒロイン戦記（ブルーエンジェル、ティファニア・ウエストウッド）
- スカイ・ロア（五十若丸）
- 戦国BASARA4（お市）
- ファントム オブ キル（テュルソス）
- ペルソナQ シャドウ オブ ザ ラビリンス（山岸風花）
- ペルソナ4 ジ・アルティマックス ウルトラスープレックスホールド（山岸風花）

2015年
- アイカツ! My No.1 Stage!（マスカレード・ミヤ)
- ECHO OF SOUL（レヴィナ）
- アルカナ・ファミリア -La storia della Arcana Famiglia- Ancora（フェリチータ）
- クイズRPG 魔法使いと黒猫のウィズ（ベルナデッタ・イルマ）
- ゴッドイーター2 レイジバースト（シエル・アランソン）
- しんぐんデストロ〜イ!（シエル・アランソン）
- 戦国BASARA4 皇（お市）
- ドラえもん のび太の宇宙英雄記（バーガー監督）
- To LOVEる -とらぶる- ダークネス トゥループリンセス（村雨静）
- ビーナスイレブンびびっど！（2015年 - 2020年、姫川あゆり、アンナマリア、鳳来ありさ、ミラ、トモエ）
- Fate/Grand Order（2015年 - 2024年、アルテラ、スカサハ、ブリュンヒルデ、スカサハ＝スカディ、浅上藤乃） - 2作品
- PROJECT X ZONE 2:BRAVE NEW WORLD（シエル・アランソン、アンノウン）
- ポポロクロイス牧場物語（レイラ）

2016年
- アイカツ! フォトonステージ!!（マスカレード・ミヤ）
- ヴァルキリーアナトミア -ジ・オリジン-（那智）
- SDガンダム GGENERATION（2016年 - 2025年、クロエ・クローチェ、レディ・プロスペラ） - 2作品
- オーディンスフィア レイヴスラシル（メルセデス）
- ガール・カフェ・ガン（菊理千姫）
- ゴクジョッ。〜極楽院女子高寮物語〜 奪！パンツこれくしょん（赤羽沙矢）
- シノビナイトメア（オクニ）
- 少女たちは荒野を目指す
- ZERO ESCAPE 刻のジレンマ（ダイアナ）
- 戦国乙女〜LEGEND BATTLE〜（毛利モトナリ）
- 戦国BASARA 真田幸村伝（お市）
- Dies irae 〜Interview with Kaziklu Bey〜（クラウディア・イェルザレム）
- Fate/EXTELLA（2016年 - 2018年、アルテラ、スカサハ） - 2作品
- League of Legends（キンドレッド）
- 白猫プロジェクト（クラニィ）
- クリスタル オブ リユニオン（ランスロット）

2017年
- OCCULTIC;NINE（西園梨々花）
- 御城プロジェクト:RE（姫路城）
- 永遠の7日（2017年 - 2019年、ワタリ、オールシア）
- 陰陽師（閻魔、桜の精、傀儡師、椒图）
- ガンダムバーサス（クロエ・クローチェ）
- グリムノーツ（シェヘラザード、モリガン）
- Code:Realize 〜白銀の奇跡〜（カンタレラ）
- さんぽけ〜三国志大戦ぽけっと〜（アルテラ）
- SINoALICE -シノアリス-（人魚姫）
- ゼノブレイド2（シキ）
- 探偵 神宮寺三郎 GHOST OF THE DUSK（御苑洋子）
- Shadowverse（トワイライトクイーン）
- ファンタシースターオンライン2（アルマ）

2018年
- D×2 真・女神転生 リベレーション（犀川青蘭）
- サーヴァント オブ スローンズ（ジル・アポストリア）
- ソードアート・オンライン フェイタル・バレット（ツェリスカ）
- ネギマテ UQ HOLDER! 〜魔法先生ネギま!2〜（宮崎のどか）
- ガールズ&パンツァー ドリームタンクマッチ（2018年 - 2019年、ミカ）- 2作品
- 銀魂乱舞（パンデモニウム） - DLC追加キャラクター
- ペルソナ3 ダンシング・ムーンナイト（山岸風花）
- フルメタル・パニック！ 戦うフー・デアーズ・ウィンズ（風間信二）
- 京刀のナユタ（永戸篠）
- ドールズフロントライン（UMP9）
- 探偵 神宮寺三郎 プリズム・オブ・アイズ（御苑洋子）
- レイヤードストーリーズ ゼロ（パナシア、六条御息所）
- ワンダーグラビティ 〜ピノと重力使い〜（ワルター）
- P.E.T.S.アカデミア（リディア）
- サファイア・スフィア 〜蒼き境界〜（ヘーラー）
- ペルソナQ2 ニュー シネマ ラビリンス（山岸風花）
- スーパーロボット大戦X-Ω（2018年 - 2019年、城崎絵美、アンゴル＝モア）
- ぷよぷよ!!クエスト（山岸風花）

2019年
- 47 HEROINES（高来静香）
- キャサリン・フルボディ（キャサリン〈ヤンデレ淑女〉）
- クイーンズブレイド WHITE TRIANGLE（トモエ）
- ラングリッサー モバイル（ティアリス）
- Witch's Weapon-魔女兵器-（アストレイル）
- 機動戦士ガンダム エクストリームバーサス2（2019年 - 2025年、クロエ・クローチェ） - 4作品
- 戦国BASARA バトルパーティー（お市）
- とある魔術の禁書目録 幻想収束（姫神秋沙）
- 蒼藍の誓い ブルーオース（レナウン）
- ガール・カフェ・ガン（菊理千姫）
- セブンズストーリー（一ノ瀬ことみ）

2020年
- 逆転オセロニア（ヴィーナス）
- モンスターストライク（2020年 - 2023年、武則天、ラーラ・タイバー）
- ジョジョのピタパタポップ（山岸由花子）
- ロストディケイド（フェル）
- 崩壊3rd（デュランダル）
- 魂器学院（エヴァンジェリン）
- 共闘ことばRPG コトダマン（2020年 - 2021年、エルザ・グランヒルテ、ヴィリー・ダイバーの妹 / 戦鎚の巨人）
- アークナイツ（リード）
- アズールレーン（2020年 - 2023年、信濃、ヴィットリオ・ヴェネト）
- インディヴィジブル 闇を祓う魂たち（ザーラ）
- 百花繚乱 -パッションワールド（前田慶次）
- Re:ゼロから始める異世界生活 Lost in Memories（エルザ・グランヒルテ）
- ファイナルギア -重装戦姫-（セレニティー）
- きららファンタジア（2020年 - 2022年、ハイプリス）
- CHUNITHM CRYSTAL PLUS（ヘカティ・ベアトリクス）

2021年
- ファイアーエムブレム ヒーローズ（ヘンリエッテ）
- シノビマスター 閃乱カグラ NEW LINK（トモエ）
- 放置少女〜百花繚乱の萌姫たち〜（鲁班）
- ドラゴンクエストX いばらの巫女と滅びの神 オンライン（ヒメア）
- ブラック・サージナイト（翔鶴）
- ガールズコントラクト（ニコラス）
- 白夜極光（バーバリー、シャリー）
- 終末のアーカーシャ（ムース）
- 崩壊学園（ガーナ）
- ファンタジア・リビルド（クヴィーナ）
- シドニアの騎士 掌位ノ絆（科戸瀬ユレ）
- 月姫 -A piece of blue glass moon-（阿良句博士）
- グランサガ（リーゼ）
- ブレイブリーデフォルトII（エドゥナ）

2022年
- ヴェルヴェット・コード（レナウン）
- 機動戦士ガンダム アーセナルベース（クロエ・クローチェ、エルノラ・サマヤ）
- マギアレコード 魔法少女まどか☆マギカ外伝（ペレネル・フラメル）
- ＃コンパス 戦闘摂理解析システム（ステリア・ララ・シルワ）
- パズルガールズ（飛龍）
- 機動戦士ガンダム U.C. ENGAGE（クロエ・クローチェ）
- 東方アルカディアレコード（西行寺幽々子）
- オリエント・アルカディア（陰姫）
- ジョジョの奇妙な冒険 オールスターバトルR（山岸由花子）
- ドラゴンクエストX オフライン（ヒメア）
- WAR OF THE VISIONS ファイナルファンタジー ブレイブエクスヴィアス 幻影戦争（ペレーネ）
- Echocalypse -緋紅の神約-（安詩羽）
- 勝利の女神：NIKKE（エマ）

2023年
- レスレリアーナのアトリエ 〜忘れられた錬金術と極夜の解放者〜（2023年 - 2025年、ザスキア）
- 原神（スカーク）

2024年
- ペルソナ3 リロード（山岸風花）
- 鉄拳8（風間準）
- ユニコーンオーバーロード（アルチーナ）
- コトダマン（ヨサリ）
- Link!Like!ラブライブ!（吟子の祖母）
- カイジ外伝：激熱の街（北野啓子）
- メタファー：リファンタジオ（レラ）
- ストリノヴァ（メレディス）

2025年
- ウマ娘 プリティーダービー（セントライト）
- ゼンレスゾーンゼロ（儀玄）
- ミステリート〜八十神かおるの挑戦！〜（七尾芹菜）

時期未定
- ファントムブレイド：断罪者（弦者）

### ドラマCD
時期不明
- TVアニメ/データカードダス『アイカツ!』&『アイカツスターズ!』スペシャルドラマCD（星宮りんご〈ミヤ〉）
- AZ（赤ずきんちゃん）
- あそびにいくヨ! シリーズ（双葉アオイ）
- アルカナ・ファミリア シリーズ（フェリチータ）
- いちご100% シリーズ（東城綾）
- 犬夜叉 シリーズ（りん）
  - 犬夜叉 嵐と祭りの宝来島!
  - 犬夜叉 紅と白の歌合戦! 犬夜叉版・殺生丸版
  - 犬夜叉第559話「あさって」（ワイド版全巻予約特典）

- ABC殺人事件（メアリー・ドラウアー）
- えびてん 公立海老栖川高校天悶部（野矢一樹）
- 怪物王女 シリーズ（嘉村令裡）
  - 放浪王女
  - 廃屋王女

- Cafe吉祥寺で&ICS3巻（三鷹れいな）
- かみさまのいうとおり!（王城なむ）
- かんなぎ家へようこそ! featuring 帯刀帯（百目鬼）
- キスとDO-JIN! 〜王子様はカリスマ大手!?〜（鈴木七海）
- ぎゃるかん（古井出今日子）
- 鉄のラインバレル（城崎絵美）
- CLANNAD（一ノ瀬ことみ）
  - CLANNAD 光見守る坂道で（一ノ瀬ことみ）

- グローランサーVI（アニータ、ダンジョンガール）
- ケロロ軍曹シリーズ
  - ケロロ軍曹 地球（ペコポン）侵略CD（アンゴル＝モア）
  - ケロロ軍曹 宇宙でもっともギリギリなCD 第1・3・5巻（アンゴル＝モア、3巻では電子ナビゲートボイスも担当）

- 剣士を目指して入学したのに魔法適性9999なんですけど!?（学園長） - 第4巻ドラマCD付き限定特装版
- The Epic of Zektbach -FRAGMENTS OF ARIA TE'LARIA-（アンネース・ファルジア）
- SIMOUN外伝 嗚呼麗しの派遣OLなぜなんだシムーン株式会社（リモネ）
- Sketch Book Stories 〜前夜祭〜（大場月夜）
- 正義研究会セレナード（藍月かの）
- SOULEATER Vol.1 特別社会科見学（椿）
- sola（四方茉莉）
- Doubt（加納洋子）
- ちとせげっちゅ!!（みさきちゃん）
- チェックメイト（朝日胡桃）
- 超無気力戦隊ジャパファイブ（南国すもも / ジャパ・ピンク）
- 超訳百人一首 うた恋い。（綏子）
- 鉄道むすめ（渡瀬きぬ）
- DOGS/BULLETS&CARNAGE（ニル）
- 殿といっしょ（長宗我部元親）
- DRUG-ON（アリス）
- 取り合いドラマCD「修羅場!」〜おまえら、俺をめぐって争うんじゃない!〜 第1巻（柊美咲）
- トリニティ・ブラッド（セス・ナイトロード）
- 成恵の世界（七瀬成恵）
- 乃木坂春香の秘密（乃木坂春香）
- はやて×ブレード（犬神五十鈴）
- beatmania IIDX spin-off drama ROOTS26S[suite] Vol.1（雛月理々奈）
- ひめごとははなぞの（苑鳴寺蝶子）
- PINKY:SHOW TIME #001（PK004 萌）
- PINKY:SHOW TIME #002（PK004 萌）
- ファイブ（小諸佳那）
- ふしぎ荘+住人×住人2（大家）
- プリンセスハーツ（ジル / メリルローズ）
- ペルソナ3シリーズ（山岸風花）
  - 麗しの仮面夫婦の巻
  - 恋とお忍びは王族のたしなみの巻

- 舞-HiME 実録!『裏』風華学園史 第一・二章（菊川雪之）
- 舞-乙HiMEドラマCD ミス・マリアはみてた ガルデローベ丸秘裏日誌 Vol.2（ユキノ・クリサント）
- 舞-HiME★DESTINY 龍の巫女シリーズ（菊川雪之）
  - 序章・神楽真夜、北へ
  - 嵐の転入生/運命の扉
  - 過去と未来の絆

- 魔人探偵脳噛ネウロ（磯目亜愛実）
- 魔法先生ネギま! 〜白き翼 ALA ALBA〜言っておきたい事がある!（宮崎のどか）
- 魔法先生ネギま! もうひとつの世界 魔法少女ユエ 思い出のひととき（宮崎のどか）
- マンガ家さんとアシスタントさんと（足須沙穂都）
- みずたまぱにっく。（涼橋アサミ子）
- 蟲と眼球とテディベア（眼球抉子）
- ヤングガン・カルナバル（根津由美子）
- LITTLEWITCH ROMANESQUE 〜eternus〜（フィアンナ・メロワ）
- 音読?! ロッキン★ヘブン（永島晶）
- マリア様がみてる シリーズ（藤堂志摩子 他）
  - 集英社ドラマCD シリーズ
  - マリア様がみてる〜春〜 イメージアルバム vol.3 白薔薇編（2005年、聖、志摩子、乃梨子）
  - DJCD マリア様がみてる "La Vierge Marie Vous Regarde" 1 - 3巻
  - DJCD マリア様がみてる 〜Winter Special 2007〜
  - マリア様がみてる クリスマスアルバム（2008年）

2003年
- ZONE-00 劇-III（乙姫・流那）

2004年
- GANGSTA.（アレックス） - 6巻限定版付属
- 終末録音/the Garden of oblivion（浅上藤乃） - 『空の境界 未来福音』DVD&BD初回特典CD
- 神魂合体ゴーダンナー!! 第1・2巻（桃園桃子）
- ゆびさきミルクティー（森居左）
- Rozen Maiden -ローゼン メイデン-（水銀燈）

2005年
- 苺ましまろ 第1 - 5巻（2005年 - 2006年、アナ・コッポラ）
- しにがみのバラッド。 シリーズ（2005年 - 2007年、モモ）
- アカイイト『京洛降魔』（奈良陽子）
- LOVELESS シリーズ（東雲瞳）

2006年
- ことのはの巫女とことだまの魔女と（鴇神紬） - 限定版付属ドラマCD
- V・B・ローズシリーズ（市橋露）

2007年
- 殺×愛 -きるらぶ-（有栖川咲夜）
- クロム・ブレイカー（NO.4）
- かのこん（2007年 - 2008年、小山田耕太） - 2作品
- TVアニメ「アイドルマスター XENOGLOSSIA」CDドラマ Vol.2、3（宗方名瀬）
- 春夏秋冬 ドラマCD 逆襲の赤ズキンチャン（高島冬華）
- ローズ×マリー 妖血の囁き（マリー） - コミックヴァルキリーvol.5特別付録
- 戦国BASARA2 〜蒼穹！姉川の戦い〜（お市）
- ティアラ!名作劇場 ふろくドラマCD『ふしぎの国のアリス』（アリス）

2008年
- カレン坂高校 可憐放送部（優月みひろ）
- 陽だまりのピニュ（ピニュエート・チパル・チパルル）
- 放課後保健室（水橋藍）
- アキカン!（エール）

2009年
- S線上のテナ（ソプラ）
- 少女ファイト（小田切学） - コミックス第5巻 特装版付属CD
- クイーンズブレイド ドラマCD vol.1 流浪の戦士+webラジオ「ラジオ・クイーンズブレイド」CD出張版（トモエ）
- クイーンズブレイド ドラマCD vol.2 玉座を継ぐ者+webラジオ「ラジオ・クイーンズブレイド」CD出張版（トモエ）
- テイルズ オブ ハーツ ドラマCD vol.1「スピルーン四散」（パライバ・マリン・ド・レ）
- デモンブライド ドラマCD DESTINY（ミカエル）
- これはゾンビですか?（トモノリ / 吉田友紀）

2010年
- 柚子ペパーミント（早川柚子）
- 神さまのいない日曜日（スカー）
- エミル・クロニクル・オンライン ドラマCD Vol.1・2（ティタ）
- しなこいっ（藤林祥乃）
- 世界めいわく劇場 童話「シンデレラ」（シンデレラ）
- フィオナ旅行記〜マスタングより愛を込めて〜（アルル）
- 碧海のAiON（津川達哉）
- まーぶるインスパイア（るくは）
- LOVE SO LIFEシリーズ（2010年 - 2013年、中村詩春） - 『花とゆめ』2013年21号付録

2011年
- シースルー!?（叶原七紘） - 電撃文庫MAGAZINEVol.18付録「豪華声優陣×第17回電撃小説大賞コラボCD」
- 東京自転車少女。（松竹梅雪見）
- 魔法少女リリカルなのは The MOVIE 2nd A's ドラマCD付き特別鑑賞券 Side-T（アインハルト・ストラトス）

2012年
- 輪廻のラグランジェ season2 キャラクターCD Vol.3「ムギナミ編」（中泉ようこ）

2013年
- 地獄堂霊界通信（本田美紀） - コミックス第6巻ドラマCD付き特装版
- パパムパ（桜弥生）
- ドラマCD『ニンジャスレイヤー』Vol.1〜5（電子マイコ）

2014年
- 霧雨が降る森 ドラマCD 一粒目の雨（ナレーション〈朗読〉）
- サウンドドラマCD ファタモルガーナの館Ⅰ・Ⅱ・Ⅲ（2014年 - 2015年、白い髪の娘）

2015年
- 少女の空想庭園 〜幸せな庭園より愛をこめて〜（シータ）

2016年
- 魔法少女リリカルなのは Reflection（アインハルト・ストラトス） - ドラマCD付き特別鑑賞券 - 2種

2017年
- 月が綺麗ですね（ハク） - 3巻ドラマCD付き特装版
- Fate/Prototype 蒼銀のフラグメンツ Drama CD（ランサー）

2020年
- 絶対純白魔法少女ドラマCD（佐々木琴音）

2024年
- 鬼の陰陽師（朝妃） - クラウドファンディング返礼品

### ラジオドラマ
- 電撃大賞　乃木坂春香の秘密（乃木坂春香）
- マビノギ ボイスドラマ（2009年、ナオ）
- 青春アドベンチャー　いまはむかし〜竹取異聞〜（2013年、輝夜）
- 青春アドベンチャー　ニコルの塔（2015年、ニコル）
- 青春アドベンチャー　嘘の木（2023年、フェイス）

### ASMR
- 【アズールレーンASMR】指揮官を癒やし隊！すやすや信濃の夢想洞天（2023年、信濃）
- 乃木坂春香の秘密ASMR（2024年、乃木坂春香）

### 吹き替え

#### 映画（吹き替え）
- X-MENシリーズ
  - X-MEN:アポカリプス（ジーン・グレイ〈ソフィー・ターナー〉）
  - X-MEN:ダーク・フェニックス（ジーン・グレイ / ダーク・フェニックス〈ソフィー・ターナー〉[310]）
- キャリー2
- 西遊記2 〜妖怪の逆襲〜（蜘蛛女[311]）
- ザ・ディスカバリー（アイラ〈ルーニー・マーラ〉）
- ゾンビ・ガール（オリヴィア〈アレクサンドラ・ダダリオ〉）
- her/世界でひとつの彼女（キャサリン〈ルーニー・マーラ〉）
- バイオハザードV リトリビューション（ベッキー〈アリアーナ・エンジニア〉[312]）※テレビ朝日版
- ブライト（ティッカ〈ルーシー・フライ〉）
- メイズ・ランナーシリーズ（テレサ〈カヤ・スコデラーリオ〉）
  - メイズ・ランナー
  - メイズ・ランナー2: 砂漠の迷宮
  - メイズ・ランナー: 最期の迷宮

#### ドラマ
- iCarly（モーガン、アンバー・テイト）
- ARROW/アロー シーズン2（イザベル・ロチェフ〈サマー・グロー〉）
- トワイライト・ゾーン シーズン2 #2 「休止時間」（エレン・ローウェル〈セリンダ・スワン〉）
- ナイト・オブ・キリング 失われた記憶（アンドレア・コーニッシュ〈ソフィア・ブラック＝デリア〉）
- THE BLACKLIST/ブラックリスト シーズン4（ナタリー・ルカ〈エリザベス･ライル〉[313]）

#### アニメ
- トランスフォーマー アーススパーク（ハッシュタグ[314]）
- マイリトルポニー: エクエストリア・ガールズ - エバーフリーの伝説（グロリオーサデイジー / ガイアエバーフリー）
- マスターオブスキル For the GLORY（蘇沐橙[315]）
- フェ〜レンザイ -神さまの日常-（カンノン〈女性〉）
- ネコのクラちゃん Ordinary days（2025年、ロレア ミ ロード[316]）

#### その他
- 世界ふしぎ発見！ 第1492回「宿命のライバル メアリVSエリザベス 美しく哀しき女王の物語」（メアリー・ステュアート）※番組中再現ドラマ

### ラジオ
※はインターネット配信。
- オールナイトニッポンR平野友康のお台場ラジオ会館（1998年 - 1999年、ニッポン放送）コーナーパーソナリティ
- YAGプレゼンツ 宮村優子の直球カウントダウン（ラジオ大阪）アシスタント
- ゆる蔵、うれしいね。（2000年 - 2002年、ラジオ大阪）初代コーナーアシスタント
- 川澄綾子のBest Communication（2001年、インターネットTV※）アシスタント
- わいわいネットキャラバン!（2001年 - 2002年、インターネットTV※）
- ラジオどっとあい 能登麻美子のサマーアクアリウム（2003年、BBQR※）
- PONY CANYON STYLE まるなび?（2004年 - 2005年、文化放送）
- PONY CANYON STYLE まるなび!?（2005年 - 2007年、文化放送）
- いちご100% Sweet Café（2005年、文化放送）
- スクラン☆お茶会!（2006年、ラジオ大阪・文化放送）マンスリーパーソナリティ
- ウィッチブレイディオ（2006年、音泉※）
- そらいろらじお in キャララジオ（2007年、キャララジオ※）
- そらいろらじお（2007年、BEAT☆Net Radio!※・ランティスウェブラジオ※）5月度パーソナリティ
- おまかせ探偵☆のとまみこ（2007年 - 2008年、文化放送・超!A&G+※・S-ラジ※）
- ラジオツインエンジェル 聖チェリーヌ学院お昼の校内放送『えんじぇるタイム』（2008年、音泉※）
- かのこんラジオ 〜耕太とちずるのゆやよん成長日記〜（2008年、メディファクラジオ※）
- 能登麻美子と釘宮理恵の『麻生祇コンサルティング的ラジオ』（第00回、2008年、音泉※）本編はMnemosyne -ムネモシュネの娘たち- DVD各巻に収録
- 鉄のラジオバレル〜カウントダウン放送〜（2008年、アニメイトTV※）
- まみことよーこのお・ま・た・ん!?（2008年、文化放送・超!A&G+※）
- 地獄配信（2008年 - 2009年、アニメ「地獄少女」公式HP※）
- 能登麻美子・地球NOTE（2008年 - 2013年、超!A&G+※）
- 鉄のラジオバレル（2008年 - 2009年、アニメイトTV※）
- ラジオ・クイーンズブレイド（2009年 - 2010年、メディファクラジオ※）
- Webラジオ TVアニメ「戦国BASARA」【銀】（2009年、アニメイトTV※）
- 能登麻美子のSay!You Young（2010年、超!A&G+※）
- ぼんぼりラジオ 花いろ放送局（2011年、HiBiKi Radio Station※）
- 放送天使ツインエンジェルR（2011年 - 2012年、音泉※）
- 魔乳秘剣帖 大江戸らじを（2011年、音泉※）
- ファミリア・バール（2012年、アニメイトTV※）第2シーズンパーソナリティ
- 能登麻美子 おはなしNOTE（2013年 - 2025年、超!A&G+※・AG-ON Premium※）
- ちきゅうラジオ（2021年 - 、NHKラジオ第1・NHK WORLD-JAPAN）
  - トビー博士の地球の音（超人工知能・NO-TO1[317]）
  - シーズン2「TOBIと麻美子の地球ありがオト！」[318]

#### ラジオCD
- ラジオCD「いちご100% Sweet Café」（2005年7月21日）
- ラジオCD「かのこんラジオ 〜耕太とちずるのゆやよん成長日記〜」（2008年10月24日）
- クイーンズブレイド ドラマCD vol.1 流浪の戦士+webラジオ「ラジオ・クイーンズブレイド」CD出張版（2009年）
- クイーンズブレイド ドラマCD vol.2 玉座を継ぐ者+webラジオ「ラジオ・クイーンズブレイド」CD出張版（2009年）
- クイーンズブレイド 流浪の戦士 webラジオCD vol.1〜ラジオ・クイーンズブレイド&沼地の魔女達 第1期シリーズ放送分より（2009年11月25日）

### オーディオドラマ
- フルメタル・パニック! 踊るベリー・メリー・クリスマス（風間信二[319]）
- オーディオドラマ「猛将 木曾義仲〜乱世に開いた希望の花〜」（巴御前[320]）

### オーディオブック
- 世にも恐ろしい日本の怪談物語（語り、2008年）
- 眠くなる絵本『おやすみ、ロジャー』シリーズ[321]

### デジタルコミック
- VOMIC ロッキン★ヘブン（2008年、永島晶）
- VOMIC ノノノノ（2009年、野々宮悠太 / 野々宮ノノ）
- じいさんばあさん若返る（2020年、2021年、斎藤イネ[322]）

### パチンコ・パチスロ
- 快盗天使ツインエンジェル（神無月葵 / ブルーエンジェル）
- beatmania（リリス）
- CRまじかる☆タルるートくん（河合伊代菜 / システム音声）
- 快盗天使ツインエンジェル2（神無月葵 / ブルーエンジェル）
- パチスロ快盗天使ツインエンジェル3（神無月葵 / ブルーエンジェル）
- パチンコ CR鉄のラインバレル（城崎絵美）
- パチスロ 鉄のラインバレル（城崎絵美）
- CR戦国乙女2（毛利モトナリ）
- CR戦国乙女3〜乱〜（毛利モトナリ）
- CR地獄少女（閻魔あい）
- CR地獄少女 弍（閻魔あい）
- CR地獄少女 宵伽（閻魔あい）
- P地獄少女 四（閻魔あい）
- P地獄少女 華（閻魔あい）
- CR魔法先生ネギま!（2017年、宮崎のどか[323]）
- Re:ゼロから始める異世界生活（2019年、エルザ・グランヒルテ）

### 映像商品
- アニメーションRE Vol.1 付録DVD OFF TiME 能登麻美子さんの休日
- 映画『EAT&RUN』
- DVD School Rumble presents "Come! Come! Well-Come? party"
- DVD 地球NOTE presents 能登麻美子 Style
- 日経キャラクターズ! 7月号付録DVD 声優のお仕事〜能登麻美子さんの一日を追う
  - LOVE!SAY YOU… 声出して行こう!! 〜人気声優の舞台裏〜
- 番宣部長（AT-X: 2007年12月）
- ベネッセ 5分間先生のオモシロ授業「声優 感性の源」
- 魔法先生ネギま! 麻帆良学園中等部2-A:一学期特典DVD 麻帆良学園中等部2-A:入学式
- 魔法先生ネギま! 麻帆良学園中等部2-A:二学期特典DVD 麻帆良学園中等部2-A:一学期終業式
- 魔法先生ネギま! 大麻帆良祭

### 舞台
- 黒いスーツのサンタクロース（1999年）
- 東京微熱少年ギャラクティカ THEE OUT OF LIMITS「Boysh Girl」（2000年）
- 劇団ヘロヘロQカムパニー第21回公演「ウマいよ!地球防衛ランチ〜残さず食べてね〜」（2009年）
- 乙女企画クロジ☆「エンガワノクラゲ」（2010年）
- タンバリンプロデューサーズ「怪し会〜参」（2010年8月、松栄山 了法寺）[324]
- タンバリンプロデューサーズ「怪し会〜黒」（2016年7月、もっとい不動 密蔵院）[325]
- クロジ「かみさまのおかお」（2012年）
- 両国国技館座長公演“水樹奈々大いに唄う 参”「光圀-meet, come on!-」（2013年3月3日、両国国技館）
- 朗読劇『タチヨミ』第二巻（松野太紀プロデュース 第三弾 2016年1月）
- 劇団ヘロヘロQカムパニー第33回公演「もっけの幸いの「もっけ」ってモノノケの事なんだって。知ってる?」（2016年）[326]
- フェロ☆メン 音楽朗読劇「AnGeL fAlL」（2018年1月 舞浜アンフィシアター）[327]
- ミュージカル「陰陽師」〜平安絵巻〜（2018年3月） - 閻魔 役（声の出演）
- 「怪し会〜拾」（2018年3月28日‐4月2日、もっとい不動 密蔵院）[328]
- 朗読劇「黒蜥蜴」(2023年1月20日、黒蜥蜴役）[329]
- Enjil 音楽朗読劇｢刻音｣（2024年3月23日〜24日､科学技術館サイエンスホール）朝比奈 聖 役[330]
- 朗読劇「じいさんばあさん若返る」（2024年8月11日、科学技術館サイエンスホール）イネ 役[331]
- 江戸川乱歩朗読劇「幻調乱歩大系」（2025年3月6日 - 9日、草月ホール）[332]

### 特撮
- 暴太郎戦隊ドンブラザーズ（2022年 - 2023年、マザーの声[333]） - 2作品[一覧 65]

### 映画
- ナイトクルージング（2019年）[334]

### ナレーション
- CHAGE and ASKA 学園祭ライブ〜21年目の素顔（NHK BS2、2002年12月21日）
- 理化学研究所 放射光科学総合研究センター X線自由電子レーザー施設 SACLA HARIMA SAKURA「未来光子 播磨サクラ」
- 理化学研究所 放射光科学総合研究センター X線自由電子レーザー施設 SACLA PICO GALLERY「忘れ星（わすれぼし）」
- 日本テレビ系ドキュメンタリー「余命一カ月…がんと闘うジャズシンガーそれでも私は歌いたい」
- ほしいもパラダイス 〜乾物を越えた愛〜
- ほしいもパラダイス2 〜万能ネギ男を救出せよ！〜
- NHK高校講座
  - 世界史第5回「東南アジア世界の形成」（2012年5月17日）
  - 体育実技（2021年8月23日 - ）
- NHKおしりキッズ内うっかりペネロペ（2012年10月14日 - ）
- 学びEye! 第50回「うぇるかむ能登！〜もてなしの旅弁〜」（MROテレビ制作、民間放送教育協会加盟局放送、2012年5月27日）
- ふりむくな 前へ歩め!故郷・閖上と被災地公演「明日、悲別で」（BS日テレ、2012年9月9日）
- ねころんで。（2012年10月 - 、日テレプラス）
- NEWS ZERO（2015年5月13日、日本テレビ）
- amazonオリジナル 紀行ドキュメンタリー「RAKUEN 三好和義と巡る楽園の旅」（Amazonプライム・ビデオ 2016年6月30日）
- プラネタリウム番組 星に願いを、月に祈りを（2015年）
- もうすぐ「半分、青い。」NHK（2018年3月21日）
- ワイルドネイチャー：ビッグ・キャット・マンス（2021年12月9日、ナショナル ジオグラフィック）[335]

#### CM
- アニメイト
- イクスピアリ
- ORIENTAL BLUE -青の天外-
- コミネリサ「ニジイロノコトノハ」
- Schick Intuition「スコール」編
- 太鼓の達人 あつまれ! 祭りだ!! 四代目
- 平成遷都1300年 奈良県
- PURINA ONE
- 三井住友銀行（店内案内）
- アトレ目黒（店内案内）
- タカノフーズ おかめ納豆（2003年）
- バイオテック 実感編（2003年）
- 映画『マイ・ボディガード』TVCM（2004年）
- クリナップ AQULIA「ひとつの水槽」編（2004年）
- グリーンステージ 響の杜（2004年）
- 講談社
  - 週刊少年マガジン（2004年12月度・2005年5月度）
  - 週刊少年マガジン 魔法先生ネギま!（2006年10月 - 11月度）
- ジョンソン・エンド・ジョンソン 「ワンデー アキュビュー」Cafe編（2004年）
- 世界名作劇場文庫（2004年）
- TOYOTA
  - TOYOTA MORE THAN BEST キャンペーン 安全・福原愛篇（2004年）
  - TOYOTA MORE THAN BEST キャンペーン UD・浜口篇（2004年）
  - TOYOTA MORE THAN BEST キャンペーン HSD山本篇（2004年）
  - TOYOTA MORE THAN BEST キャンペーン HSD玉田篇（2004年）
- 森永乳業 マウントレーニアカフェラッテ「ピアス」篇（2004年）
- キユーピー
  - キユーピー 炒めたまねぎドレッシング「早口コトバ」篇（2005年）
  - キユーピー テイスティドレッシング ごま豆乳入り「咲くサラダ」篇（2006年）
  - キユーピー サプリ 「お風呂サプリ」篇（ラジオCM）
- Screenplus（2006年）
- ビオレ マシュマロホイップ（2006年）
- マクドナルド 朝マック（FMラジオCM・時報）（2006年）
- 三菱電機
  - 三菱電機 三菱太陽光発電システム「たっぷり発電・絵本」篇（2006年）
  - 三菱電機 ユニ&エコ「冷蔵庫+エコキュート」篇（2006年）
  - 三菱電機 ユニ&エコ「エアコンみるみる篇+ユニ&エコ エアコン省エネ」篇（2007年）
  - 三菱電機 ユニ&エコ「冷蔵庫 空間上手」篇（2008年）
  - 三菱電機 ユニ&エコ「IH カンタン操作」篇（2008年）
  - 三菱電機 ユニ&エコ「REAL ブルーレイ」篇
  - 三菱電機 ユニ&エコ「冷蔵庫 肉+スイカ」篇
  - 三菱電機 ユニ&エコ「コンセプト+エアコン」篇
  - 三菱電機 ユニ&エコ「らく楽アシスト」篇（2010年）
  - 三菱電機 ユニ&エコ「らく楽アシスト 電化製品」篇（2010年）
  - ニトリ
  - 三菱電機 MILIE（2016年）
- 東武鉄道 スペーシア 子息と象篇（2006年）
- コスモ石油（ラジオCM）（2006年）
- 東武鉄道 スペーシア サウンド・オブ・日光・鬼怒川の春篇・夏篇・秋篇（2007年）
- 三井不動産レジデンシャル「すまいの風景 窓篇/並木道篇/外観篇」（2007年）
- 公共広告機構（現：ACジャパン）「乳がん意識を高めてください」（2007年）
- 北海道神社庁（2007年）[336]
- 大王製紙 elis Megami（2008年）
- セシール（2008年）
- 一迅社 一迅社文庫（2008年）
- ティポス 梅の実力（2008年）
- クエイクホールディングス ウマウマできるトランスを作ってみた2（2008年）
- アボカド・ドットコム「自分らしさを、生きること『仕事』」（2009年） - 本人自ら出演
- クエイク「EXIT TUNES STARDOM」（2009年）
- 芳文社・まんがタイムKRコミックス『棺担ぎのクロ。〜懐中旅話〜』
- サントリーフーズ ファイナルファンタジーXIIIエリクサー 『ついに』篇（2009年）
- トーキョーブックマーク 春のスペシャルプラン（2012年）
- オーディンスフィア レイヴスラシル TVCM アクション編、ストーリー編（2015年）
- 『ファイナルファンタジー ブレイブエクスヴィアス』×『ドラゴンクエストモンスターズ スーパーライト』 コラボ TVCM（2016年）
- Nintendo Switch『Fate/EXTELLA』 TVCM（2017年）
- マルコメ プラス糀 糀甘酒 緑の丘篇（2017年）
- 岡三オンライン証券（2017年）
- 映画『ハルチカ』予告、TVCM（2017年）
- 映画『ちはやふる』-上の句- 予告篇、各種TVCM（2016年）
- 映画『ちはやふる』-下の句- 予告篇、各種TVCM（2016年）
- 映画『ちはやふる』-結び- 予告篇、各種TVCM（2018年）
- 映画『事故物件 恐い間取り』 予告編ナレーション、不動産従業員の声（2020年）[337]
- 映画『マリグナント 狂暴な悪夢』 15秒予告映像（2021年）[338]
- 映画『“それ”がいる森』CMナレーション（松竹、2022年）[339]
- 映画『銀河鉄道の父』 予告編ナレーション（2023年5月5日公開、キノフィルムズ）
- 機動戦士ガンダム エクストリームバーサス2 オーバーブースト 水星の魔女編（2023年）[340]
- 映画『ミッシング』予告編ナレーション  (2024年5月17日公開）
- 映画『違国日記』 予告編ナレーション  (2024年6月7日公開）
- ゲーム『ウマ娘 プリティーダービー』4周年新CM「The Twinkle Legends」篇（2025年）

#### DVD
- 耳折れ兄弟 スコティッシュフォールド・アトム&ルーク
- バーチャル・プラネタリウム 自宅で愉しむ「全天88星座」の世界（2010年）

#### 映画
- DOCUMENTARY of AKB48 Show must go on 少女たちは傷つきながら、夢を見る（2012年）
- 映画『鹿の国』- 長野県諏訪地方の諏訪信仰を扱ったドキュメンタリー映画の語りをいとうせいこうと共に勤める (2025年正月～)[341][342][343]。

### 雑誌
- 雑誌『ボイスニュータイプ』でのエッセイ連載『のとのコトバ』（2009年8月号増刊掲載分が最終回）
- 雑誌『ダ・ヴィンチ』（2016年12月号掲載分[344]）

### フォトエッセイ
- 能登麻美子フォトエッセイ『クオリア』（ティー・オーエンタテインメント 2012年 9784904376874）

### 玩具
- 暴太郎戦隊ドンブラザーズ DXニンジャークソード（2022年12月）
- 暴太郎戦隊ドンブラザーズ ニンジャークソード -MEMORIAL EDITION-（2024年3月18日）

### その他コンテンツ
- 山梨県立科学館全天周プラネタリウム映画『MUSICA 宇宙はなぜ美しい？』（2013年4月上映開始）[345]
- Come across 〜DEARS朗読物語〜 vol.1「日本の昔話」 第3、6話（朗読）
- Come across 〜DEARS怪談物語〜 小泉八雲の章〜上巻・下巻（朗読 他）
- テレビアニメ『桃華月憚』21話脚本
- コラム「能登麻美子のa day in my life」（アボカド・ドットコム公式サイト内にて掲載、2009年3月30日 - 2011年5月31日）[346]
- beatmaniaIIDX携帯サイトコラム「極めろ!!IIDX道 EXTRA beat のとまみver.」（2009年12月より毎月1回更新）
- TV番組「全日本オタクサミット」（顔出し出演）
- フジテレビ短編アニメ大賞受賞作『チョコレートのウサギ パルピー』（ラバニー、フジテレビ On Demand/ワッチミー！TV、2010年12月31日）
- ちあきのあにまにあ＠TV（MROテレビ、2015年8月2日 - ゲスト出演）
- 戦国BASARA バサラ祭2017〜もののふ語り〜（2017年2月5日夜の部のみ）[347]
- CINEMA Chupki TABATA『KUBO/クボ 二本の弦の秘密』音声ガイドナレーション（2019年3月 - ）[348]
- ちっちゃくてかわいい先輩が大好きなので一日三回照れさせたい【電撃文庫朗読してみた】（2021年、朗読[349]）
- ユア・フォルマ【電撃文庫朗読してみた】（2021年、朗読[350]）
- 乃木坂明日夏の秘密【電撃文庫朗読してみた】（2021年、朗読[351]）
- 石川県立歴史博物館『徳川美術館展　尾張徳川家の至宝』音声ガイド（2021年10月9日〜11月23日[352]）
- 雨を告げる漂流団地　音声ガイド（Netflix、2022年）[353]

## ディスコグラフィ

### シングル
|     | 発売日         | タイトル   | 規格品番  | オリコン 最高位 |
| --- | -------------- | ---------- | --------- | --------------- |
| 1st | 2011年11月23日 | 青のキセキ | LASM-4124 | 102位           |

### コラボレーション・シングル
|        | 発売日         | タイトル            | 規格品番   | 規格品番   | オリコン 最高位 | 備考                                         |
| 通常盤 | 発売日         | タイトル            | 初回限定盤 |            | オリコン 最高位 | 備考                                         |
| ------ | -------------- | ------------------- | ---------- | ---------- | --------------- | -------------------------------------------- |
| 1st    | 2006年12月20日 | Scoop!/7 days after | PCCG-70019 | PCCG-00826 | 29位            | 川澄綾子・能登麻美子によるデュエットシングル |

### 企画アルバム
| 発売日        | タイトル                              | 規格品番  | オリコン 最高位 |
| ------------- | ------------------------------------- | --------- | --------------- |
| 2009年2月25日 | MAMIKO NOTO CHARACTER SONG COLLECTION | LHCA-5095 |                 |

### タイアップ曲
| 楽曲         | タイアップ                                       | 時期   |
| ------------ | ------------------------------------------------ | ------ |
| 青のキセキ   | ラジオ『能登麻美子・地球NOTE』オープニングテーマ | 2011年 |
| 巡り来る日々 | ラジオ『能登麻美子・地球NOTE』エンディングテーマ | 2011年 |

### キャラクターソング
| 発売日   | 商品名                                                                                                | 歌 | 楽曲                                                                                        | 備考                                                                                            |
| 2004年   | 2004年                                                                                                | 2004年 | 2004年                                                                                      | 2004年                                                                                          |
| -------- | --- | --- | ------------------------------------------------------------------------------------------- | ----------------------------------------------------------------------------------------------- |
| 1月21日  | 北へ。〜Diamond Dust〜 Memorial Songs                                                                 | ファイブスピリッツ | 「なんとなく北へ」                                                                          | ゲーム『北へ。〜Diamond Dust〜』オープニングテーマ                                              |
| 1月21日  | 北へ。〜Diamond Dust〜 Memorial Songs                                                                 | 石原絵理子、渡辺明乃、高橋裕子、能登麻美子、天瀬まゆ、皆川純子、高乃麗 | 「世界中ヲダキシメテ」                                                                      | ゲーム『北へ。〜Diamond Dust〜』エンディングテーマ                                              |
| 1月21日  | 北へ。〜Diamond Dust〜 Memorial Songs                                                                 | 朝比奈京子（能登麻美子） | 「雲があるから」                                                                            | ゲーム『北へ。〜Diamond Dust〜』関連曲                                                          |
| 2月4日   | 0 or ∞ -Love or Unlimited-                                                                            | あてな☆ | 「0 or ∞ -Love or Unlimited-」                                                              | テレビアニメ『BURN-UP SCRAMBLE』エンディングテーマ                                              |
| 3月3日   | BURN-UP SCRAMBLE song collection 3「Feel the glow」                                                   | リリカ・エベット（能登麻美子） | 「Feel the glow」 「0 or ∞ -Love or Unlimited-（Mamiko solo edition）」                     | テレビアニメ『BURN-UP SCRAMBLE』関連曲                                                          |
| 3月24日  | 魔法先生ネギま! 麻帆良学園中等部2-A 6月:図書館探検部                                                  | 図書館探検部 | 「Invitation〜図書館へいらっしゃい〜」 「Invitation〜図書館へいらっしゃい〜（Remix ver.）」 | テレビアニメ『魔法先生ネギま!』関連曲                                                           |
| 5月1日   | 出席番号のうた                                                                                        | 麻帆良学園中等部2-A | 「出席番号のうた」                                                                          | テレビアニメ『魔法先生ネギま!』関連曲                                                           |
| 7月20日  | 北へ。〜Diamond Dust Drops〜 ORIGINAL SOUNDTRACK                                                      | ファイブスピリッツ | 「ホップステップジャンプ」                                                                  | テレビアニメ『北へ。〜Diamond Dust Drops〜』オープニングテーマ                                  |
| 8月25日  | スクールランブル：塚本八雲                                                                            | 塚本八雲（能登麻美子） | 「夕顔」                                                                                    | テレビアニメ『スクールランブル』関連曲                                                          |
| 2005年   | | |                                                                                             |                                                                                                 |
| 1月26日  | 君色100%                                                                                              | 東城綾（能登麻美子）、北大路さつき（小林沙苗）、西野つかさ（豊口めぐみ）、南戸唯（水樹奈々） | 「君色100%」                                                                                | OVA『いちご100%』オープニングテーマ                                                             |
| 2月16日  | 輝く君へ                                                                                              | 麻帆良学園中等部2-A かなかな組 | 「輝く君へ」                                                                                | テレビアニメ『魔法先生ネギま!』エンディングテーマ                                               |
| 2月16日  | 輝く君へ                                                                                              | 麻帆良学園中等部2-A かなかな組 | 「Believe」                                                                                 |                                                                                                 |
| 5月11日  | 苺ましまろ Chara-CD 3 アナ                                                                            | アナ（能登麻美子） | 「Made in 女の子」 「Made in 女の子（MILK Mix）」                                           | テレビアニメ『苺ましまろ』関連曲                                                                |
| 5月25日  | いちご100% キャラクターファイル1 東城綾                                                               | 東城綾（能登麻美子） | 「ジンク・ホワイト」                                                                        | OVA『いちご100% -夜霧の嵐泉祭編-』エンディングテーマ                                            |
| 5月25日  | いちご100% キャラクターファイル1 東城綾                                                               | 東城綾（能登麻美子） | 「陽のあたる場所」                                                                          | OVA『いちご100%』関連曲                                                                         |
| 5月25日  | スクールランブル：播磨拳児                                                                            | 浪花十三&ドジビロンV | 「破天荒ロボ ドジビロンのテーマ」                                                           | テレビアニメ『スクールランブル』18話エンディングテーマ                                          |
| 6月8日   | 舞-HiME Character Vocal Album Vol.2 初恋方程式 第2楽章                                                | 珠洲城遥（柚木涼香）、菊川雪之（能登麻美子） | 「僕たちの勇気」                                                                            | テレビアニメ『舞-HiME』関連曲                                                                   |
| 7月6日   | ハッピー☆マテリアル 6月度: The Early Summer version                                                   | 麻帆良学園中等部2-A | 「ハッピー☆マテリアル」                                                                     | テレビアニメ『魔法先生ネギま!』6月度オープニングテーマ                                          |
| 7月27日  | いちごコンプリート                                                                                    | 伊藤千佳（千葉紗子）、松岡美羽（折笠富美子）、桜木茉莉（川澄綾子）、アナ（能登麻美子） | 「いちごコンプリート」                                                                      | テレビアニメ『苺ましまろ』オープニングテーマ                                                    |
| 7月27日  | いちごコンプリート                                                                                    | 伊藤千佳（千葉紗子）、松岡美羽（折笠富美子）、桜木茉莉（川澄綾子）、アナ（能登麻美子） | 「いちごコンプリート（jelly mix）」                                                         | テレビアニメ『苺ましまろ』関連曲                                                                |
| 8月3日   | ハッピー☆マテリアル/輝く君へ〜Peace                                                                   | 麻帆良学園中等部2-A | 「ハッピー☆マテリアル 31人ver.・TVサイズ」                                                  | テレビアニメ『魔法先生ネギま!』最終話オープニングテーマ                                         |
| 8月3日   | ハッピー☆マテリアル/輝く君へ〜Peace                                                                   | 麻帆良学園中等部2-A | 「輝く君へ〜Peace」                                                                         | テレビアニメ『魔法先生ネギま!』最終話エンディングテーマ                                         |
| 8月3日   | 「犬夜叉」キャラクターソングシングル『業』                                                            | 殺生丸（成田剣）feat.邪見（長島雄一）&りん（能登麻美子） | 「業」                                                                                      | テレビアニメ『犬夜叉』関連曲                                                                    |
| 8月24日  | 苺ましまろ Toy-CD 1                                                                                   | 伊藤千佳（千葉紗子）、松岡美羽（折笠富美子）、桜木茉莉（川澄綾子）、アナ（能登麻美子） | 「ばってん と まる」                                                                        | テレビアニメ『苺ましまろ』関連曲                                                                |
| 9月22日  | マリア様がみてる〜春〜 イメージアルバムvol.3 白薔薇編                                                 | 藤堂志摩子（能登麻美子）、佐藤聖（豊口めぐみ）、二条乃梨子（清水香里） | 「片手だけつないで」 「翼」                                                                 | テレビアニメ『マリア様がみてる〜春〜』関連曲                                                    |
| 10月26日 | 苺ましまろ Toy-CD 2                                                                                   | 松岡美羽（折笠富美子）、アナ（能登麻美子） | 「美少女が多すぎる！」                                                                      | テレビアニメ『苺ましまろ』関連曲                                                                |
| 10月26日 | 苺ましまろ Toy-CD 2                                                                                   | 伊藤伸恵（生天目仁美）、伊藤千佳（千葉紗子）、松岡美羽（折笠富美子）、桜木茉莉（川澄綾子）、アナ（能登麻美子）、5-2担任（近藤孝行）、笹塚くん（皆川純子） | 「でっかい者の歌合唱集」                                                                    | テレビアニメ『苺ましまろ』関連曲                                                                |
| 11月30日 | 「うえきの法則」キャラクターソングシングル6『「MORE…」』                                              | 鈴子・ジェラート（能登麻美子） | 「「MORE…」」                                                                               | テレビアニメ『うえきの法則』関連曲                                                              |
| 12月21日 | GUNSLINGER GIRL Image Album「poca felicità」                                                          | エルザ・デ・シーカ（能登麻美子） | 「Io mi chiamo…」                                                                           | テレビアニメ『GUNSLINGER GIRL』関連曲                                                           |
| 2006年   | | |                                                                                             |                                                                                                 |
| 3月23日  | Baby Love/約束                                                                                        | 門脇舞、能登麻美子、高橋美佳子 | 「Baby Love」                                                                               | OVA『今日の5の2』オープニングテーマ                                                             |
| 3月23日  | Baby Love/約束                                                                                        | 門脇舞、能登麻美子、高橋美佳子 | 「約束」                                                                                    | OVA『今日の5の2』エンディングテーマ                                                             |
| 3月29日  | 苺ましまろ キャラクターソングアルバム                                                                 | 伊藤千佳（千葉紗子）、松岡美羽（折笠富美子）、桜木茉莉（川澄綾子）、アナ（能登麻美子）、伊藤伸恵（生天目仁美） | 「お家に帰ろ」                                                                              | テレビアニメ『苺ましまろ』関連曲                                                                |
| 5月24日  | 女子高生 GIRL'S-HIGH キャラクターソング&ドラマ                                                        | 佐藤綾乃（能登麻美子） | 「春風」                                                                                    | テレビアニメ『女子高生 GIRL'S-HIGH』関連曲                                                      |
| 6月28日  | あしたの手                                                                                            | 天羽雅音（能登麻美子） | 「あしたの手」                                                                              | テレビアニメ『ウィッチブレイド』エンディングテーマ                                              |
| 6月28日  | あしたの手                                                                                            | 天羽雅音（能登麻美子）、天羽梨穂子（神田朱未） | 「Spring Summer,Fall」                                                                      | Webラジオ『ウィッチブレイディオ』主題歌                                                         |
| 8月2日   | 二人は忘れちゃう                                                                                      | 塚本天満（小清水亜美）、塚本八雲（能登麻美子） | 「二人は忘れちゃう」                                                                        | テレビアニメ『スクールランブル 二学期』エンディングテーマ                                       |
| 8月2日   | 二人は忘れちゃう                                                                                      | 塚本天満（小清水亜美）、塚本八雲（能登麻美子） | 「大好きと 抱きしめて 飛ぶソング」                                                          | テレビアニメ『スクールランブル 二学期』関連曲                                                   |
| 8月2日   | 二人は忘れちゃう                                                                                      | 塚本八雲（能登麻美子） | 「二人は忘れちゃう（with 八雲 ver.）」 「大好きと 抱きしめて 飛ぶソング（with 八雲 ver.）」 | テレビアニメ『スクールランブル 二学期』関連曲                                                   |
| 9月29日  | キミキス キャラクターソングCD vol.2「二見瑛理子&祇条深月」                                            | 祇条深月（能登麻美子） | 「Moonlight Serenade〜悲しみという宝物〜」                                                  | ゲーム『キミキス』関連曲                                                                        |
| 12月6日  | ネギま!? うたのCD（1）                                                                                | 宮崎のどか（能登麻美子） | 「オレンジの夕日」                                                                          | テレビアニメ『ネギま!?』関連曲                                                                  |
| 12月6日  | ネギま!? うたのCD（1）                                                                                | 宮崎のどか（能登麻美子）、ネギ・スプリングフィールド（佐藤利奈） | 「夕暮れセンシティブ」                                                                      | テレビアニメ『ネギま!?』関連曲                                                                  |
| 2007年   | | |                                                                                             |                                                                                                 |
| 1月24日  | ネギま!? 1000%BOX                                                                                     | 宮崎のどか（能登麻美子）、綾瀬夕映（桑谷夏子）、早乙女ハルナ（石毛佐和） | 「1000%SPARKING!」 「A-LY-YA!」 「1000%SPARKING!（？）」                                    | テレビアニメ『ネギま!?』関連曲                                                                  |
| 1月24日  | ネギま!? 1000%BOX                                                                                     | ネギ・スプリングフィールド&麻帆良学園中等部3-A | 「1000%SPARKING!」 「A-LY-YA!」                                                             | テレビアニメ『ネギま!?』関連曲                                                                  |
| 1月24日  | ネギま!? 1000%BOX                                                                                     | 宮崎のどか（能登麻美子） | 「マジカルハピネス☆」                                                                       | OVA『ネギま!? 夏』エンディングテーマ                                                            |
| 2月23日  | 苺ましまろ OVA Sweet-CD 1                                                                             | 伊藤伸恵（生天目仁美）、伊藤千佳（千葉紗子）、松岡美羽（折笠富美子）、桜木茉莉（川澄綾子）、アナ（能登麻美子） | 「あっかん berry berry」                                                                    | OVA『苺ましまろ』オープニングテーマ                                                             |
| 2月23日  | 護くんに女神の祝福を! オリジナルキャラクターソング・ディスク1                                         | 東ビ大付属生徒会一同 | 「東ビ王誕生！」                                                                            | テレビアニメ『護くんに女神の祝福を!』関連曲                                                     |
| 8月24日  | 護くんに女神の祝福を! オリジナルキャラクターソング・ディスク4                                         | 東ビ大付属生徒会一同 | 「ああ東ビ戦隊マヤレンジャー」                                                              | テレビアニメ『護くんに女神の祝福を!』関連曲                                                     |
| 9月26日  | ネギま!? ベストアルバム                                                                               | ネギ・スプリングフィールド&麻帆良学園中等部3-A | 「Hello Again」                                                                             | テレビアニメ『ネギま!?』関連曲                                                                  |
| 10月26日 | 「sola」DVD第5巻 限定版特典 ラジオCD「そらいろらじお出張版」                                          | 四方茉莉（能登麻美子） | 「夜想の日々に」                                                                            | テレビアニメ『sola』関連曲                                                                      |
| 2008年   | | |                                                                                             |                                                                                                 |
| 3月26日  | 鉄道むすめ キャラクターソングコレクション Vol.11 渡瀬きぬ                                             | 渡瀬きぬ（能登麻美子） | 「strawberry story」 「トレイン to トレイン #渡瀬きぬ」                                     | 『鉄道むすめ』関連曲                                                                            |
| 4月23日  | キミキス pure rouge キャラクターソングアルバム                                                        | 祇条深月（能登麻美子） | 「微笑みdolcissimo」                                                                        | テレビアニメ『キミキス pure rouge』関連曲                                                       |
| 4月25日  | キミキス pure rouge DVD第5巻初回封入特典特製キャラクターCD「祇条深月編」                              | 祇条深月（能登麻美子） | 「青空loop（祇条深月ver.）」                                                                | テレビアニメ『キミキス pure rouge』関連曲                                                       |
| 5月21日  | おまたせ地球一丁！                                                                                    | ケロロ小隊 with アンゴル・モア（能登麻美子） | 「おまたせ地球一丁！」                                                                      | テレビアニメ『ケロロ軍曹』12代目エンディングテーマ                                              |
| 8月20日  | ゼロの使い魔〜三美姫の輪舞〜 オリジナルサウンドトラック+ルイズと才人のトーク♥                         | ティファニア・ウエストウッド（能登麻美子） | 「使い魔たちの調べ」                                                                        | テレビアニメ『ゼロの使い魔〜三美姫の輪舞〜』第3話挿入歌                                         |
| 8月27日  | ハッピー☆マテリアル リターン                                                                          | 麻帆良学園中等部3-A | 「ハッピー☆マテリアル リターン」                                                            | OAD『魔法先生ネギま! 〜白き翼 ALA ALBA〜』オープニングテーマ                                    |
| 8月27日  | ハッピー☆マテリアル リターン                                                                          | 麻帆良学園中等部3-A | 「輝く君へ」                                                                                | OAD『魔法先生ネギま! 〜白き翼 ALA ALBA〜』エンディングテーマ                                    |
| 8月27日  | ハッピー☆マテリアル リターン                                                                          | 麻帆良学園中等部3-A | 「A-LY-YA!」                                                                                |                                                                                                 |
| 8月27日  | School Rumble Forever                                                                                 | 塚本姉妹 featuring 周防美琴（生天目仁美）・沢近愛理（堀江由衣）・高野晶（清水香里） | 「School Rumble Forever」                                                                   | OVA『スクールランブル 三学期』エンディングテーマ                                                |
| 8月27日  | School Rumble Forever                                                                                 | 塚本姉妹 | 「オンナのコ♡オトコのコ（塚本姉妹ver.）」                                                   | OVA『スクールランブル 三学期』エンディングテーマ                                                |
| 8月29日  | 乃木坂春香の秘密 キャラクターソング（1） 乃木坂春香＠能登麻美子                                       | 乃木坂春香（能登麻美子） | 「Le Secret ‐ル・スクレ‐」 「ひとさしゆびクワイエット! feat.乃木坂春香」                    | テレビアニメ『乃木坂春香の秘密』関連曲                                                          |
| 9月3日   | ゼロの使い魔〜三美姫の輪舞〜 キャラクターCD 2 感じるティファニア                                      | ティファニア・ウエストウッド（能登麻美子） | 「Fairy Girl〜夢見る妖精」 「Fairy Girl〜夢見る妖精（Re-mix version）」                     | テレビアニメ『ゼロの使い魔〜三美姫の輪舞〜』関連曲                                              |
| 7月31日  | かのこん えすいー 限定版特典オリジナルCD                                                              | 小山田耕太（能登麻美子）、源ちずる（川澄綾子）、犹守望（竹内美優） | 「恋のミラクル☆サマーバケーション」                                                         | ゲーム『かのこん えすいー』関連曲                                                               |
| 11月19日 | 快盗天使ツインエンジェル OVAオリジナルサウンドトラック                                                | 水無月遥（田村ゆかり）、神無月葵（能登麻美子） | 「Twinkle☆Twinkle」                                                                         | OVA『快盗天使ツインエンジェル』エンディングテーマ                                               |
| 12月25日 | 苺すぷらっしゅ                                                                                        | 伊藤伸恵（生天目仁美）、伊藤千佳（千葉紗子）、松岡美羽（折笠富美子）、桜木茉莉（川澄綾子）、アナ（能登麻美子） | 「苺すぷらっしゅ」                                                                          | OVA『苺ましまろ encore』オープニングテーマ                                                      |
| 2009年   | | |                                                                                             |                                                                                                 |
| 3月25日  | かのこん・ないすばでぃ                                                                                | 小山田耕太（能登麻美子） | 「僕の恋人」                                                                                | テレビアニメ『かのこん』関連曲                                                                  |
| 4月22日  | 思い出と約束                                                                                          | レイナ（川澄綾子）、トモエ（能登麻美子）、ナナエル（平野綾） | 「思い出と約束」                                                                            | テレビアニメ『クイーンズブレイド 流浪の戦士』エンディングテーマ                                 |
| 4月22日  | 戦国BASARA BATTLE HEROES ORIGINAL SOUNDTRACK                                                          | お市（能登麻美子） | 「眠れ緋の華」                                                                              | ゲーム『戦国BASARA2 英雄外伝』挿入歌                                                            |
| 5月20日  | 快盗天使ツインエンジェル2 オリジナルサウンドトラック                                                  | ave;new feat.水無月遥（田村ゆかり）、神無月葵（能登麻美子）、葉月くるみ（釘宮理恵） | 「いただき♪トリオDE絶対☆エンジェル!!」                                                      | パチスロ『快盗天使ツインエンジェル2』関連曲                                                     |
| 6月10日  | とある魔術の禁書目録 アーカイブス2                                                                    | 姫神秋沙（能登麻美子） | 「終焉はどちら」                                                                            |                                                                                                 |
| 6月25日  | TVアニメ「クイーンズブレイド 流浪の戦士」オリジナル・サウンド・トラック                               | レイナ（川澄綾子）、トモエ（能登麻美子）、ナナエル（平野綾） | 「思い出と約束（TVサイズ）レイナver.」                                                      | テレビアニメ『クイーンズブレイド 流浪の戦士』エンディングテーマ                                 |
| 6月25日  | TVアニメ「クイーンズブレイド 流浪の戦士」オリジナル・サウンド・トラック                               | トモエ（能登麻美子）、レイナ（川澄綾子）、ナナエル（平野綾） | 「思い出と約束（TVサイズ）トモエver.」                                                      | テレビアニメ『クイーンズブレイド 流浪の戦士』エンディングテーマ                                 |
| 6月25日  | TVアニメ「クイーンズブレイド 流浪の戦士」オリジナル・サウンド・トラック                               | ナナエル（平野綾）、レイナ（川澄綾子）、トモエ（能登麻美子） | 「思い出と約束（TVサイズ）ナナエルver.」                                                    | テレビアニメ『クイーンズブレイド 流浪の戦士』エンディングテーマ                                 |
| 7月22日  | 浪漫ちっくストライク。                                                                                | 鈴川小梅（伊藤かな恵）、小笠原晶子（中原麻衣）、川島乃枝（植田佳奈）、宗谷雪（能登麻美子） | 「浪漫ちっくストライク。」                                                                  | テレビアニメ『大正野球娘。』オープニングテーマ                                                  |
| 7月24日  | クイーンズブレイド 流浪の戦士 キャラクターソング+ショートドラマ〜トモエVer.                           | トモエ（能登麻美子） | 「日出づる花」                                                                              | テレビアニメ『クイーンズブレイド 流浪の戦士』関連曲                                             |
| 11月23日 | That's my way/Daylight Moon ver.ミカエル                                                              | ミカエル（能登麻美子） | 「Daylight Moon ver.ミカエル」                                                              | ゲーム『デモンブライド』関連曲                                                                  |
| 2010年   | | |                                                                                             |                                                                                                 |
| 3月25日  | クイーンズブレイド ヴォーカル・コンプリート・アルバム                                                 | トモエ（能登麻美子） | 「思い出と約束（アルバム Re.トラックダウンVer.） トモエVer」                                | テレビアニメ『クイーンズブレイド 流浪の戦士』関連曲                                             |
| 5月26日  | B型H系 キャラクターソングアルバム                                                                     | 小須田香月（能登麻美子） | 「体育会系でいこう！」                                                                      | テレビアニメ『B型H系』関連曲                                                                    |
| 7月7日   | 柚子ペパーミント オリジナルサウンドトラック                                                           | 早川柚子（能登麻美子）、 寿五郎（岡本信彦） | 「痛風ハート」                                                                              | ドラマCD『柚子ペパーミント』主題歌                                                              |
| 8月25日  | クイーンズブレイド 美しき闘士たち「信義!エリナ揺るぎなき絆」【初回生産特典CD】                        | エリナ（水橋かおり）、レイナ（川澄綾子）、アイリ（伊藤かな恵）、アレイン（喜多村英梨）、イルマ（鹿野優以）、エキドナ（甲斐田ゆき）、カトレア（柚木涼香）、クローデット（田中敦子）、シズカ（生天目仁美）、ナナエル（平野綾）、セトラ（立木文彦）、トモエ（能登麻美子）、ニクス（田中理恵）、ノワ（高橋美佳子）、メルファ（大原さやか）、ユーミル（齋藤彩夏）、メローナ＆ラナ（釘宮理恵）、リスティ（甲斐田裕子）、アルドラ（竹内美優）、メナス（後藤邑子） | 「美闘士カーニバル〜たおれる時は前向きに〜 cheio:full」                                     | OVA『クイーンズブレイド 美しき闘士たち』エンディングテーマ                                      |
| 8月25日  | クイーンズブレイド 美しき闘士たち「信義!エリナ揺るぎなき絆」【初回生産特典CD】                        | エリナ、レイナ、アイリ、アレイン、イルマ、エキドナ、カトレア、クローデット、シズカ、セトラ、トモエ（能登麻美子）、ニクス、ノワ、メルファ、ユーミル、ラナ、リスティ | 「美闘士カーニバル〜たおれる時は前向きに〜 um:1」                                           | OVA『クイーンズブレイド 美しき闘士たち』第1話エンディングテーマ                                 |
| 9月22日  | クイーンズブレイド 美しき闘士たち「愛惜!アレイン千年の別れ」【初回生産特典CD】                        | アレイン、ノワ、ニクス、アイリ、イルマ、エキドナ、エリナ、カトレア、クローデット、シズカ、セトラ、トモエ（能登麻美子）、メルファ、ユーミル、ラナ、リスティ、レイナ | 「美闘士カーニバル〜たおれる時は前向きに〜 dois:2」                                         | OVA『クイーンズブレイド 美しき闘士たち』第2話エンディングテーマ                                 |
| 10月22日 | クイーンズブレイド 美しき闘士たち「憂鬱!アイリの二心」【初回生産特典CD】                              | アイリ、メローナ＆ラナ、メルファ、アレイン、イルマ、エキドナ、エリナ、カトレア、クローデット、シズカ、セトラ、トモエ（能登麻美子）、ニクス、ノワ、ユーミル、リスティ、レイナ | 「美闘士カーニバル〜たおれる時は前向きに〜 tres:3」                                         | OVA『クイーンズブレイド 美しき闘士たち』第3話エンディングテーマ                                 |
| 11月17日 | 魔法先生ネギま! 〜もうひとつの世界〜 Theme Song Collection                                            | ネギ・スプリングフィールド（佐藤利奈）、神楽坂明日菜（神田朱未）、近衛木乃香（野中藍）、桜咲刹那（小林ゆう）、宮崎のどか（能登麻美子） | 「LOVE♡ドライブ」                                                                           | OAD『魔法先生ネギま! 〜もうひとつの世界〜』オープニングテーマ                                   |
| 11月25日 | クイーンズブレイド 美しき闘士たち「再興!メナス愉悦の王宮」【初回生産特典CD】                          | メローナ、メナス、アイリ、アルドラ、シズカ、セトラ、トモエ（能登麻美子）、ナナエル、メルファ、ユーミル、リスティ、レイナ | 「美闘士カーニバル〜たおれる時は前向きに〜 quatro:4」                                       | OVA『クイーンズブレイド 美しき闘士たち』第4話エンディングテーマ                                 |
| 12月22日 | もっとTo LOVEる -とらぶる- キャラクターCD 4 唯&お静                                                   | お静（能登麻美子） | 「スキって半透明！」                                                                        | テレビアニメ『もっとTo LOVEる -とらぶる-』関連曲                                                |
| 2011年   | | |                                                                                             |                                                                                                 |
| 2月23日  | クイーンズブレイド 美しき闘士たち「堕天!逸楽のナナエル」【初回生産特典CD】                            | ナナエル、メローナ、アイリ、アルドラ、シズカ、セトラ、トモエ（能登麻美子）、メナス、メルファ、リスティ、レイナ、ユーミル | 「美闘士カーニバル〜たおれる時は前向きに〜 cinco:5」                                        | OVA『クイーンズブレイド 美しき闘士たち』第5話エンディングテーマ                                 |
| 3月23日  | クイーンズブレイド 美しき闘士たち「奥義!差添いの逢魔が旅」【初回生産特典CD】                          | トモエ（能登麻美子）、シズカ、アルドラ、アイリ、セトラ、ナナエル、メナス、メルファ、メローナ、ユーミル、リスティ、レイナ | 「美闘士カーニバル〜たおれる時は前向きに〜 seis:6」                                         | OVA『クイーンズブレイド 美しき闘士たち』第6話エンディングテーマ                                 |
| 3月23日  | 君に届け Secret Party〜北幌高校学校祭アナザーサイド                                                   | 黒沼爽子（能登麻美子） | 「圭子の夢は夜ひらく」                                                                      | テレビアニメ『君に届け』関連曲                                                                  |
| 3月23日  | 君に届け Secret Party〜北幌高校学校祭アナザーサイド                                                   | 黒沼爽子（能登麻美子）、風早翔太（浪川大輔）、矢野あやね（沢城みゆき）、吉田千鶴（三瓶由布子）、真田龍（中村悠一）、胡桃沢梅（平野綾）、三浦健人（宮野真守） | 「きみにとどけ」                                                                            | テレビアニメ『君に届け』関連曲                                                                  |
| 4月20日  | Choose my love!/妄想少女A                                                                             | 近堂水琴（阿澄佳奈）、チッソクノライヌ（能登麻美子） | 「ワンウェイもちろん片想い」                                                                | テレビアニメ『けんぷファー für die Liebe』関連曲                                                |
| 8月8日   | CR戦国乙女 Original Sound Track                                                                       | 毛利モトナリ（能登麻美子） | 「茜さす契り」                                                                              | パチンコ『CR戦国乙女2』関連曲                                                                   |
| 8月17日  | オンナのコって♪マジ☆超えんじぇる!!/Shining☆Star                                                       | 水無月遥（田村ゆかり）、神無月葵（能登麻美子）、葉月クルミ（釘宮理恵） | 「Shining☆Star」                                                                            | テレビアニメ『快盗天使ツインエンジェル〜キュンキュン☆ときめきパラダイス!!〜』エンディングテーマ |
| 8月24日  | 桜風に約束を -旅立ちの歌-                                                                             | ネギ・スプリングフィールド&麻帆良学園中等部3-A | 「桜風に約束を -旅立ちの歌-」                                                               | 劇場アニメ『劇場版 魔法先生ネギま! ANIME FINAL』主題歌                                          |
| 9月30日  | ドラマCD 快盗天使ツインエンジェル Vol.1                                                               | 水無月遥（田村ゆかり）、神無月葵（能登麻美子）、葉月クルミ（釘宮理恵） | 「女の子☆キラ☆キラ」                                                                        | ラジオ『放送天使ツインエンジェルR』テーマソング                                                 |
| 11月16日 | 快盗天使ツインエンジェル3 サウンド・コレクション キュンキュン☆セレクト                                | あべにゅうぷろじぇくと feat.水無月遥（田村ゆかり）、神無月葵（能登麻美子）、葉月クルミ（釘宮理恵） | 「超愉快軽快☆快調快盗天使!!」                                                               | パチスロ『快盗天使ツインエンジェル3』関連曲                                                     |
| 11月25日 | ドラマCD 快盗天使ツインエンジェル Vol.2                                                               | 水無月遥（田村ゆかり）、神無月葵（能登麻美子） | 「夏色パレット」                                                                            | ラジオ『放送天使ツインエンジェルR』テーマソング                                                 |
| 12月28日 | ぬらりひょんの孫〜千年魔京〜 キャラクターCDシリーズ 羽衣狐／狂骨（娘）                                | 羽衣狐（能登麻美子） | 「漆黒の羽根」                                                                              | テレビアニメ『ぬらりひょんの孫〜千年魔京〜』関連曲                                              |
| 2012年   | | |                                                                                             |                                                                                                 |
| 1月25日  | ドラマCD 快盗天使ツインエンジェル Vol.3                                                               | 水無月遥（田村ゆかり）、神無月葵（能登麻美子）、葉月クルミ（釘宮理恵） | 「My♡Friends」                                                                              | ラジオ『放送天使ツインエンジェルR』テーマソング                                                 |
| 4月25日  | ゼロの使い魔F Blu-ray/DVD Vol.3 初回生産特典スペシャルCD ティファニアver.                             | ティファニア・ウエストウッド（能登麻美子） | 「魔法果実」                                                                                | テレビアニメ『ゼロの使い魔F』関連曲                                                             |
| 4月27日  | 快盗天使ツインエンジェル THE BEST ANGEL                                                               | ave;new feat.水無月遥（田村ゆかり）、神無月葵（能登麻美子）、葉月クルミ（釘宮理恵） | 「Last Desire」                                                                             | パチスロ『快盗天使ツインエンジェル3』関連曲                                                     |
| 4月27日  | 快盗天使ツインエンジェル THE BEST ANGEL                                                               | 神無月葵（能登麻美子） | 「ありがとう」                                                                              | パチスロ『快盗天使ツインエンジェル3』関連曲                                                     |
| 6月27日  | 戦国コレクション キャラクターソングコレクション Vol.2                                                 | 純愛天使・直江兼続（中原麻衣）、聖乙女・上杉謙信（能登麻美子） | 「星空リプライズ」                                                                          | テレビアニメ『戦国コレクション』関連曲                                                          |
| 9月5日   | Pieces of Treasure                                                                                    | フェリチータ（能登麻美子） | 「アコガレ∞ループ」                                                                         | テレビアニメ『アルカナ・ファミリア -La storia della Arcana Famiglia-』関連曲                    |
| 10月3日  | ELSWORD starring GUMI                                                                                 | イヴ（能登麻美子） | 「Awake」 「Never ending story」                                                            |                                                                                                 |
| 2013年   | | |                                                                                             |                                                                                                 |
| 1月25日  | コレクションする生徒会                                                                                | 藤堂リリシア（能登麻美子） | 「空想☆シルブプレ」                                                                         | テレビアニメ『生徒会の一存 Lv.2』第7話エンディングテーマ                                        |
| 5月21日  | 戦国乙女3〜乱〜 ORIGINAL SOUND TRACK                                                                  | 徳川イエヤス（千葉紗子）、今川ヨシモト（山本麻里安）、大友ソウリン（加藤英美里）、毛利モトナリ（能登麻美子）、長宗我部モトチカ（井上麻里奈） | 「君がいた風に」                                                                            | パチンコ『戦国乙女3〜乱〜』関連曲                                                               |
| 12月25日 | 八犬伝—東方八犬異聞— Blu-ray&DVD 第10巻初回特典イメージソングCD Vol.10                                | 雪姫（能登麻美子） | 「氷花」                                                                                    | テレビアニメ『八犬伝—東方八犬異聞—』関連曲                                                      |
| 2014年   | | |                                                                                             |                                                                                                 |
| 9月24日  | 龍ヶ嬢七々々の埋蔵金4 完全生産限定版特典CD                                                            | 不義雪姫（能登麻美子） | 「月の結晶」                                                                                | テレビアニメ『龍ヶ嬢七々々の埋蔵金』関連曲                                                      |
| 2017年   | | |                                                                                             |                                                                                                 |
|          | 戦国乙女 MUSIC SELECTION                                                                              | 徳川イエヤス（千葉紗子）、今川ヨシモト（山本麻里安）、大友ソウリン（加藤英美里）、毛利モトナリ（能登麻美子）、長宗我部モトチカ（井上麻里奈） | 「TOUGH & CUTE!!」                                                                          | パチスロ『パチスロ戦国乙女 Type-A』関連曲                                                       |
| 6月21日  | ガールズ&パンツァー キャラクターソングアルバム わたしたちも音楽道、はじめました！                     | ミカ（能登麻美子） | 「Tärkeintä elämässä(タールケインタ・エラマッサ〜人生の大切なこと)」                        | テレビアニメ『ガールズ&パンツァー』関連曲                                                       |
| 7月12日  | ノイズ＜期間生産限定盤(地獄少女盤)＞                                                                  | 閻魔あい（能登麻美子） | 「ノイズ（閻魔あいver.）」                                                                  | テレビアニメ『地獄少女 宵伽』関連曲                                                             |
| 8月2日   | Twin Angel Song Selection Jewelry                                                                     | 神無月葵（能登麻美子） | 「青いスケッチブック」                                                                      | パチスロ『ツインエンジェルBREAK』関連曲                                                         |
| 8月2日   | Twin Angel Song Selection Jewelry                                                                     | 水無月遥（田村ゆかり）、神無月葵（能登麻美子）、葉月クルミ（釘宮理恵） | 「未完成Angel 〜we are one〜」                                                              | パチスロ『ツインエンジェルBREAK』関連曲                                                         |
| 2022年   | | |                                                                                             |                                                                                                 |
| 2月16日  | パチンコ・パチスロ『ガールズ&パンツァー 劇場版』ボーカルミニアルバム「音楽道、まだまだ邁進中です!!!」 | 西住みほ（渕上舞）、西住まほ（田中理恵）、ダージリン（喜多村英梨）、ケイ（川澄綾子）、アンチョビ（吉岡麻耶）、カチューシャ（金元寿子）、西絹代（瀬戸麻沙美）、ミカ（能登麻美子） | 「ブレイブハーツ・アッセンブル」                                                            | パチンコ・パチスロ『ガールズ&パンツァー 劇場版』関連曲                                          |
| 2024年   | | |                                                                                             |                                                                                                 |
| 4月8日   | 添い遂げYO-YO!!                                                                                       | 正蔵（三木眞一郎）、イネ（能登麻美子） | 「添い遂げYO-YO!!」                                                                         | テレビアニメ『じいさんばあさん若返る』エンディングテーマ                                        |

### その他参加楽曲
| 発売日         | 商品名                                                                                 | 歌         | 楽曲                 | 備考                                             |
| -------------- | -------------------------------------------------------------------------------------- | ---------- | -------------------- | ------------------------------------------------ |
| 2003年12月10日 | 永遠の祈りを捧げて                                                                     | 能登麻美子 | 「君への旅」         | テレビアニメ『ヤミと帽子と本の旅人』関連曲       |
| 2006年1月25日  | 地獄少女 オリジナルサウンドトラック                                                    | 能登麻美子 | 「かりぬい」         | テレビアニメ『地獄少女』エンディングテーマ       |
| 2006年4月19日  | 地獄少女 オリジナルサウンドトラックII                                                  | 能登麻美子 | 「さくらうた」       | テレビアニメ『地獄少女』挿入歌                   |
| 2007年1月24日  | 地獄少女 二籠 オリジナルサウンドトラック                                               | 能登麻美子 | 「あいぞめ」         | テレビアニメ『地獄少女 二籠』エンディングテーマ  |
| 2008年12月17日 | 地獄少女 三鼎 オリジナルサウンドトラック〜肉喰〜                                       | 能登麻美子 | 「いちぬけ」         | テレビアニメ『地獄少女 三鼎』エンディングテーマ  |
| 2009年9月16日  | 時のしおり                                                                             | 能登麻美子 | 「海に、そして宙に」 | ラジオ『能登麻美子・地球NOTE』オープニングテーマ |
| 2017年9月27日  | 地獄少女 宵伽 Blu-ray&DVD 店舗共通上下巻連動購入特典「地獄少女」ENDING SONG COLLECTION | 能登麻美子 | 「いろがみ」         | テレビアニメ『地獄少女 宵伽』エンディングテーマ  |

### 収録CD不明
- 『パチスロ戦国乙女〜剣戟に舞う白き剣聖〜西国参戦編』「乙女ハ強ク麗シク」 歌：大友ソウリン（加藤英美里）・毛利モトナリ（能登麻美子）・長宗我部モトチカ（井上麻里奈）
- 『CR戦国乙女〜花〜』「暁」 歌：伊達マサムネ（中原麻衣）・毛利モトナリ（能登麻美子）・小早川ヒデアキ（内田真礼）

| スチールハート                            |
| スチールハート（New ver.）                |
| ソフトクリームを食べながら                |
| 5cmの勇気                                 |
| ドラマティックにFairyTale                 |
| ヒットをねらえ！                          |
| パワードスーツを脱がさないで              |
| ケロロ小隊公認！熱烈歓迎的えかきうた!!    |
| コイしてたまるか! GAKUSAI ver.            |
| 運命の予感                                |
| まーぶる夢模様                            |
| ESTHER BLANCHETT                          |
| ガブリンゴかじり隊                        |
| ナムルの純真                              |
| ファンタジーワルツ                        |
| NEVER ALONE                               |
| 空白の歌                                  |
| ぺらぺら is ハレルヤ                      |
| 恋はPARADEのように-Embrace Again Version- |
| らっきー☆すっきーYeah!                    |
| らっきー☆すっきーYeah!（ひなた）          |
| 丁稚奉公の唄                              |
| 恋の呪文はケロロスキー                    |
| きらきらぼし                              |
| We Wish You A Merry Christmas             |
| JOY TO THE WORLD                          |
| 風の行方                                  |
| 輝日南高校校歌                            |
| スキヤキ☆ばくだん                         |
| 友だちごはん宇宙編                        |
| メタボリック Oh! ハルマゲドン             |
| O Come All Ye Faithful                    |
| 吐息はhow…                                |
| 痛風ハート                                |
| ハッピーアイルーライフ                    |
| 虹の架け橋                                |
| 老人と子供のポルカ                        |
| 時代                                      |
| また逢う日まで                            |
| たからもの                                |
| ハッピィエンドは秘密                      |
| バイバイ☆大作戦                           |
| LA FLAMME BLANCHE                         |